# Histoire de la Lorraine

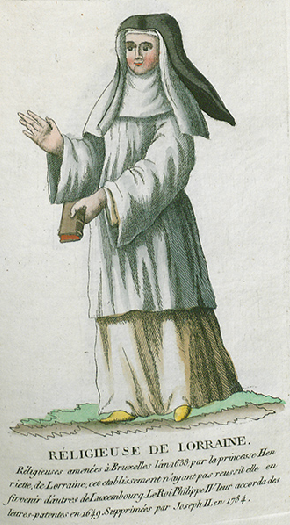
Religieuse de Lorraine.

Carte de la région Lorraine avec ses quatre départements, montrant les États et provinces qui existaient sur son territoire au XVIIIe siècle.
Duché de Lorraine
Duché de Bar
Les Trois-Évêchés (Metz, Verdun, Toul)
Champagne et Clermontois
Prévôté de Montmédy, partie du Luxembourg français
Duché de Carignan
Principauté de Salm
Comté de Dabo
Alsace
Franche-Comté
Comté de Créhange

L'histoire de la Lorraine retrace le passé du territoire que l’ancienne région administrative de Lorraine a repris des Duchés de Lorraine et de Bar ainsi que des Trois-Évêchés.
Pour les Lorrains, la Lorraine correspond à l’espace compris entre la Champagne à l'ouest, la Franche-Comté au sud, l'Alsace à l'est, et la Belgique, le Luxembourg et l'Allemagne au nord. C'est un espace de traditions communes, plus culturel que géographique, et très lié à un des espaces qui le jouxte, l'Alsace.

## Préhistoire
La Préhistoire en Lorraine reste dans l'ensemble assez mal connue, surtout pour les périodes anciennes. En revanche, les travaux récents de recherches programmées, ainsi que les fouilles de l'archéologie préventive, ont permis de mieux documenter les connaissances de cette période, surtout pour le Néolithique.

### Le Paléolithique inférieur et moyen
Les plus anciennes occupations humaines en Lorraine semblent remonter au début du Pléistocène moyen il y a environ 600 000 ans. Cependant, de l’industrie très archaïque sur galets découverte sur les hautes terrasses alluviales de la Moselle au sud de Nancy pourrait appartenir au Pléistocène inférieur. Une station de surface à Saint-Mihiel (Meuse) a livré en stratigraphie des galets aménagés, type choppers, en quartzite de la fin du complexe Mindelien (environ 600 000 ans). Dans la région de Metz (Moselle), sur d’anciennes terrasses alluviales de la Moselle, de l’industrie sur galets de quartzite (choppers, chopping tool, unifaces et rares bifaces) d’âge probable Cromérien à Holsteinien (- 500 000 à - 250 000 ans) ont aussi été découverts. Toutes ces découvertes, attribuées à la culture de l’Acheuléen, indiquent la fréquentation de la Lorraine par des populations d’Homo erectus ou d’Anténéandertaliens (Homo heidelbergensis), principalement sur les couloirs alluviaux des rivières de la Meuse et de la Moselle. À Vassincourt (Meuse), de l’industrie lithique caractérisée par quelques bifaces, un racloir et plusieurs éclats a été attribuée à la transition de l’Acheuléen moyen et supérieur, au début du complexe saalien (environ – 300 000 ans).
Au Paléolithique moyen (- 250 000 à - 35 000 ans), se développe en Europe occidentale l’Homme de Néandertal. Plusieurs stations de plein air, appartenant essentiellement au complexe moustérien, confirment son passage en Lorraine.
- Chavelot et Vincey (Vosges) : atelier de débitage daté de l’Éémien (- 100 000 ans). Sur le site de Chavelot, il s’agit d’une industrie sur éclats en quartzite et en quartz avec très peu d’outils en raison de la fonction de taille du site.
- Ludres (Meurthe-et-Moselle) : site de plein air avec un niveau d’occupation du Vistulien ancien.
- D’autres stations de surface sont connues à Zincourt (Vosges), Vincey (Vosges), Marieulles (Moselle), Dugny-sur-Meuse (Meuse), Flavigny-sur-Moselle (Meurthe-et-Moselle), Norroy-le-Veneur (Moselle)…

### Le Paléolithique supérieur et l’Épipaléolithique
Quelques occupations, ainsi que plusieurs découvertes isolées, indiquent une fréquentation de la Lorraine au Pléistocène supérieur par des groupes de chasseurs-cueilleurs lors des phases tempérées. L’Aurignacien (- 37 000 à - 28 000 ans) est représenté par deux stations de surface : Auboué (Meurthe-et-Moselle) et Havange (Moselle). Sur le site d’Auboué, l’industrie lithique en silex d’importation est caractérisée par la présence de plusieurs produits de débitage (éclats et produits technologiques) associée à de l’outillage (grattoirs carénés, burins, lamelles Dufour..). Une chaîne opératoire orientée vers la production de lamelles a été identifiée. Le Magdalénien supérieur (- 12 000 ans) a été reconnu à Saint-Mihiel (Meuse) avec la présence d’une industrie lithique (grattoirs, burins, lamelles à bords abattus) associée à des ossements de rennes.
L’Épipaléolithique correspond à la fin du Paléolithique supérieur et couvre les deux dernières phases climatiques du Tardiglaciaire. Plusieurs occupations, principalement dans le sud de la Meuse (Neuville-sur-Ornain, Cousange-les-forges) ainsi que plusieurs découvertes isolées témoignent de la présence de cette période de la Préhistoire en Lorraine. Sur le plan culturel, l'Épipaléolithique lorrain correspond essentiellement aux groupes à Federmesser (Azilien) caractérisés par les armatures à dos courbe.

### Le Mésolithique
Le Mésolithique ancien (9800 à 8000 ans av. J.-C.) a été identifié à Montenach (Moselle) alors que la phase moyenne (8000 à 6800 ans av. J.-C.) est représentée à Walschbronn (Moselle). Le Mésolithique récent à final (6800 à 5500 ans av. J.-C.) est un peu mieux connu avec les occupations de Maizières-les-Metz, Puttelange-les-Thionville et Himmeling (Moselle).

### Le Néolithique
En Lorraine, le processus de néolithisation se met en place il y a environ 5300 ans av. J.-C. avec le premier courant représenté par la culture Rubané. Ces groupes d’agriculteurs-éleveurs arrivent dans la région en remontant principalement la vallée du Danube. Les villages apparaissent en fond de vallée et un certain nombre d’entre eux ont été découverts dans la vallée de la Moselle entre Metz et Thionville. Le Néolithique lorrain, dans ses différentes phases, connait plusieurs courants culturels représentés par le Rössen (4900 à 4300 ans av. J.-C.), le Michelsberg (4300 à 3300 ans av. J.-C.), le groupe Seine-Oise-Marne (3300 à 2800 ans av. J.-C.), la culture de la céramique cordée (2800 à 2300 ans av. J.-C.) et la culture campaniforme (2500 à 2000 ans av. J.-C.).
Le mégalithisme se rencontre en Lorraine avec plusieurs monuments connus, principalement localisés dans les marges ouest et sud de la région. Il s’agit essentiellement d’allées couvertes, dolmens et menhirs. Des allées couvertes ou dolmens sont présents à Sexey-aux-forges (Meurthe-et-Moselle), à Beaufremont et Séraumont (Vosges) et à Montplonne (Meuse). Plusieurs menhirs sont encore en place tel que la « Hotte du Diable » à Milly-sur-Bradon (Meuse), la « Dame Schone » à Saint-Mihiel, la Pierre au Jô à Norroy-les-Ponts-à-Mousson (Meurthe-et-Moselle).

## Protohistoire et Antiquité

### Protohistoire

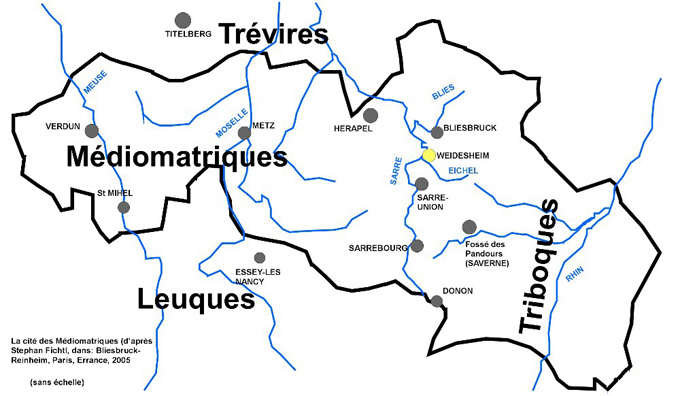
Carte de la cité des Médiomatriques sous l'empire romain, héritière de la zone occupée par la peuplade celte en question.

Il faut attendre le Néolithique pour que la région commence à se peupler comme l'attestent les poteries et les outils primitifs retrouvés sur les différents sites (plateau de Malzéville près de Nancy, collines de Delmes, colline Sainte-Croix à Metz, butte de Vaudémont, colline de Sion, le camp d'Affrique de Ludres ou mont Hérapel).
L'agriculture se développe vers 5000 av. J.-C. La civilisation néolithique est importée par des migrations venant de la région du Danube : la culture rubanée. On connaît ensuite des vestiges de la culture de Rössen (IVe millénaire) puis de la culture de la céramique cordée (IIIe millénaire).
La Lorraine se développe grâce au commerce du fer et du sel, ce dernier provenant du briquetage de la Seille et étant obtenu par évaporation en chauffant l'eau de certaines sources naturelles d'eau salée.
Durant l'Âge du fer, l'actuelle Lorraine est principalement occupée par les Médiomatriques et les Leuques. Les Médiomatriques, dont la capitale est Divodurum (Metz), occupent la Basse-Moselle, depuis l'Argonne, qui les séparait des Rèmes, jusqu'au Rhin d'abord, puis jusqu'au Vosges du nord, sous la poussée des Triboques. Les Leuques, dont la capitale est Tullum Leucorum (Toul), occupent la Haute-Moselle, du ballon d'Alsace et du Donon jusqu'aux forêts des Séquanes. Au nord de l'actuelle Lorraine, se trouvent également des Trévires, alors qu'à l'extrême sud-ouest, se trouvent des Lingons et à l'extrême sud-est, des Séquanes.

### Antiquité romaine

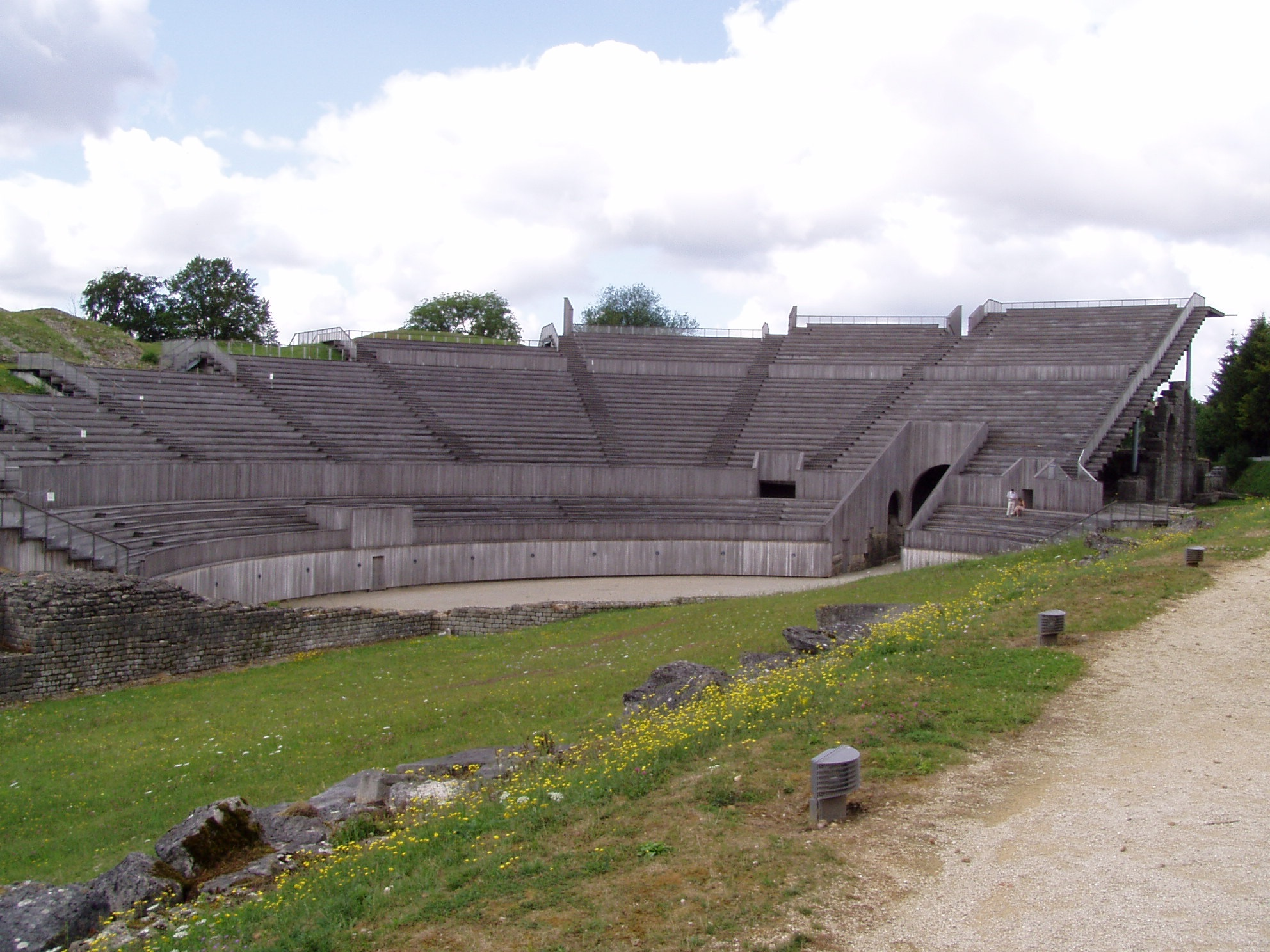
L'amphithéâtre de Grand (Ier siècle).

À partir de -52, ce sont les Romains qui prennent possession de la région. Les peuples gaulois de la région restent relativement peu impliqués dans la Guerre des Gaules. Seuls les Médiomatriques participent à la bataille de Bibracte puis envoient 6 000 hommes à Alésia. Les Leuques, qui n'ont jamais pris les armes contre Jules César, sont considérés comme libres et à ce titre dispensés d'impôt. Ils ont même fourni une aide en blé à César.
Sous la domination romaine, la région connaît une période de paix durable. L'empereur Auguste intègre la région à la province de Gallia Belgica. Celle-ci comporte plusieurs civitas, correspondant généralement aux anciens territoires des peuples conquis : l'actuelle Lorraine est ainsi partagée entre les civitas de  Augusta Treverorum (Trèves), Tullum Leucorum (Toul) et Divodurum Mediomatricorum (Metz).
Les Romains contribuent au développement de la région, en construisant des routes, des aqueducs, des bâtiments, etc. Le tracé des routes actuelles correspond encore en partie à celui de celles qu'on créées les Romains. L'aménagement de ce réseau routier, dû à Agrippa, ami et gendre d'Auguste, dont l'axe principal relie Lyon à Trèves en passant par Toul et Dieulouard et met en communication les régions rhénanes et la Méditerranée. Un second axe, croisant le premier à Metz, relie Verdun à Strasbourg par Marsal, Sarrebourg et Saverne. Le territoire des Leuques est traversé par une voie qui, de Reims à Bar-le-Duc et Toul, atteint les Vosges,.
Les Romains s'installent notamment sur les rives de la Seille, où ils reprennent l'exploitation du sel initiée par les Celtes sept siècles auparavant, ce qui leur assure une grande prospérité. Le meilleur exemple de cette prospérité est la stèle dédiée en 44 par les habitants de Marsal à l'empereur Claude. L'oppidum de Divodurum, qui dominait la seille et la Moselle, et se trouvait sur la voie Lyon-Trèves, constituait une place économique et administrative importante dans l'organisation romaine. Des thermes, alimentés par l'Aqueduc de Jouy-aux-Arches, et des édifices civils, comme un amphithéâtre de 25 000 places, sont construits à cette époque. Les divinités romaines, comme Mercurius ou Jupiter, et orientales, comme Isis ou Mithra, sont vénérées aux côtés de divinités celtiques, tels Sucellos et Épona.Il subsiste de nombreux vestiges de cette époque comme l'Amphithéâtre de Grand, l'aqueduc de Gorze à Metz ou les Thermes de Bliesbruck.

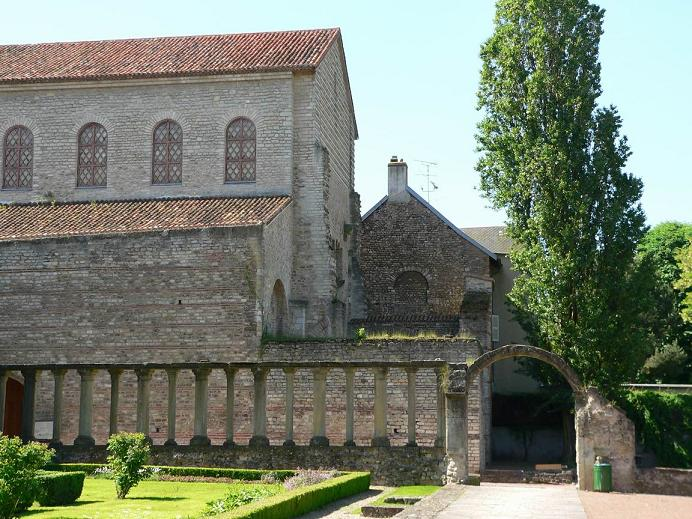
Église Saint-Pierre-aux-Nonnains de Metz érigée à partir d'une ancienne palestre romaine datée du IVe siècle

### Antiquité tardive
En 285, sous l'empreur Dioclétien, Trèves devient la capitale de toute la partie occidentale de l'empire romain. À cette époque la région de Verdun est extrait de celle des Médiomatriques. La Belgique est séparée en plusieurs provinces plus petites : Metz, Toul, Trèves et Verdun forment la Belgique Première.
Vers 250–275, débutent les invasions barbares. Des Alamans et des Francs font des incursions dans les Vosges et vont jusqu'à l'Argonne. Entre 355-357, les Alamans de Chnodomar avancent jusqu'à la Marne, avant d'être défaits à Tarquimpol, puis près d'Argentoratum (Strasbourg). Ils font une nouvelle incursion en 365 et sont arrêtés par Flavius Jovin à Scarpone (Dieulouard).
En 406, des bandes d'Alains, de Vandales et de Suèves franchissent le Rhin et sèment le trouble dans la région. En 407, la préfecture du Prétoire des Gaules est rapatriée de Trèves en Arles et les légions stationnées sur le Rhin sont redéployées en Italie. Rome n'exerce plus qu'une autorité théorique sur ses provinces belges.
En 435, Flavius Aetius défait le roi burgonde Gondicaire, qui tentait d'annexer la Belgique Première. En 451, la région est envahie par les Huns et Metz est rasée.

## Le Moyen Âge

### L'époque franque (de Clovis à Louis le Pieux)
Autour de 460, Trèves tombe aux mains des Francs rhénans, alors installés entre Cologne et Mayence. Vers 475-480, c'est le tour des pays de Meuse et de Moselle de passer sous leur influence. La victoire de Clovis Ier, roi des Francs saliens, à Soissons contre Syagrius (486) lui permet d'intégrer ce territoire à son royaume. Passant par Toul, Clovis aurait demandé à Vaast d'Arras de l'accompagner jusqu'à Reims où il allait se faire baptiser.
Clovis unifie tous les Francs, et ses fils se partagent la Gaule après sa mort en 511. Théodoric, appelé aussi Thierry, hérite de l’Austrasie : le royaume de Reims et l’Auvergne. A la tête d’un grand territoire peuplé de gallo-romains et de barbares, il installe donc sa capitale d’abord à Reims, puis à Metz surtout. Les Francs relèvent alors la ville de ses ruines, restaurent les murs romains, le roi et sa cour s’installent dans un palais de la colline Sainte-Croix : la Cour d’ Or. C’est aussi dans la cité de Metz que Sigebert Ier épouse la fille du roi des Wisigoths Brunehaut en 566, dont les actes sont célébrés par le poète Venance Fortunat. Un autre souverain connu est Dagobert Ier. C'est peu après son règne, qui s'achève vers 639, que les rois progressivement supplantés par leurs intendants (maires du palais) appartenant à la dynastie des Pippinides.
Petit-fils de l'évêque Arnoul de Metz et des maires du palais, Pépin Ier devient roi des Francs en 751 et fonde ainsi la dynastie des Carolingiens. Les domaines patrimoniaux de la nouvelle dynastie se trouvant dans les pays mosellan et mosan, la Moselle connaît alors une période brillante, participant avec éclat à la renaissance carolingienne. Le palais royal de Thionville, notamment, devient l'une des résidences préférées des Carolingiens. La villa franque, à l'origine de beaucoup de villages lorrains, fonctionne comme un domaine agricole, où travaillent des serfs et des paysans libres. Le domaine royal comprend des fisci, comme ceux de Thionville, Florange, Cheminot ou Gondreville.
Dès le VIIe siècle, le commerce reprend, notamment à Verdun et Metz. Via la Seille et la Moselle, Metz fait commerce du sel du Saulnois. Plusieurs ateliers monétaires, à Vic-sur-Seille, Moyenvic, Marsal et Lezey, attestent de la prospérité de ce commerce. Au IXe siècle, le commerce d'esclave devient florissant. Les Verdunois font régulièrement la liaison entre les pays slaves, notamment Prague, et l'Espagne, où ils revendent leurs esclaves, en échange de soierie et de produits de luxe.
C'est durant cette période que l'Église catholique se structure peu à peu dans la région avec une hiérarchie religieuse issue de l'aristocratie locale. Les terres des trois évêchés lorrains reçoivent à cette époque le privilège d'immunité. Une première communauté monastique s'établit à l'abbaye de Remiremont en 620. L'évêque Chrodegang de Metz, fondateur de l'abbaye de Gorze vers 750, réforme l’Église franque, en imposant la liturgie romaine. Les évêques de Metz et Verdun possèdent à cette époque de vastes domaines, y compris dans le sud de la France. La vie culturelle est brillante, grâce aux écoles de Toul et de Metz, qui portent au sommet l'art de l'enluminure carolingienne et de la sculpture sur ivoire. Les ateliers y sont actifs entre la fin du VIIIe siècle et la fin du IXe siècle. Comme d'autres clercs érudits, Paul Diacre, moine bénédictin d'origine lombarde, compose en Lorraine ses Gesta episcoporum Mettensium. De son côté, Smaragde, l'abbé de Saint-Mihiel, écrit des traités importants pour la réforme de l'église franque. Enfin, le dernier évêque de cette lignée, Drogon de Metz, un fils illégitime de Charlemagne, exerce une influence directe sur son demi-frère, l'empereur Louis le Pieux.

### La naissance de la Lotharingie
Bien que Lothaire ait été le seul successeur désigné de Louis le Pieux, ses frères Charles le Chauve et Louis le Germanique lui imposent le partage de l'empire de Charlemagne par le traité de Verdun en août 843. Le traité de Verdun donne ainsi naissance à la Francie médiane, longue bande de terre allant de Rome à la mer du nord. Ce royaume longiligne, qui s'étire sur 3 000 km, constitue une sorte d'«empire du milieu» qui conserve la partie historique de l'Austrasie, avec Metz, et sa nouvelle capitale Aix-la-Chapelle.
Cette Francie médiane est partagée par le traité de Prum(855). A la mort de son père, premier du nom, la partie nord-est est donnée à Lothaire II, et Metz devient son centre politique, puis cette partie passe, à la mort de Lothaire II en 869, sous le contrôle partiel de Charles II le Chauve. Louis le Germanique lui en a en effet cédé une partie, lors du traité de Meerssen, et Charles veut en obtenir le contrôle total par la force. Mais il est sévèrement défait. La Lotharingie, ou Lotharii Regnum, soit le royaume de Lothaire, devient dès lors un  sujet de conflit entre la France et la Germanie. En langue romane, ce royaume devient le Loherrègne, puis la Lorraine que nous connaissons.

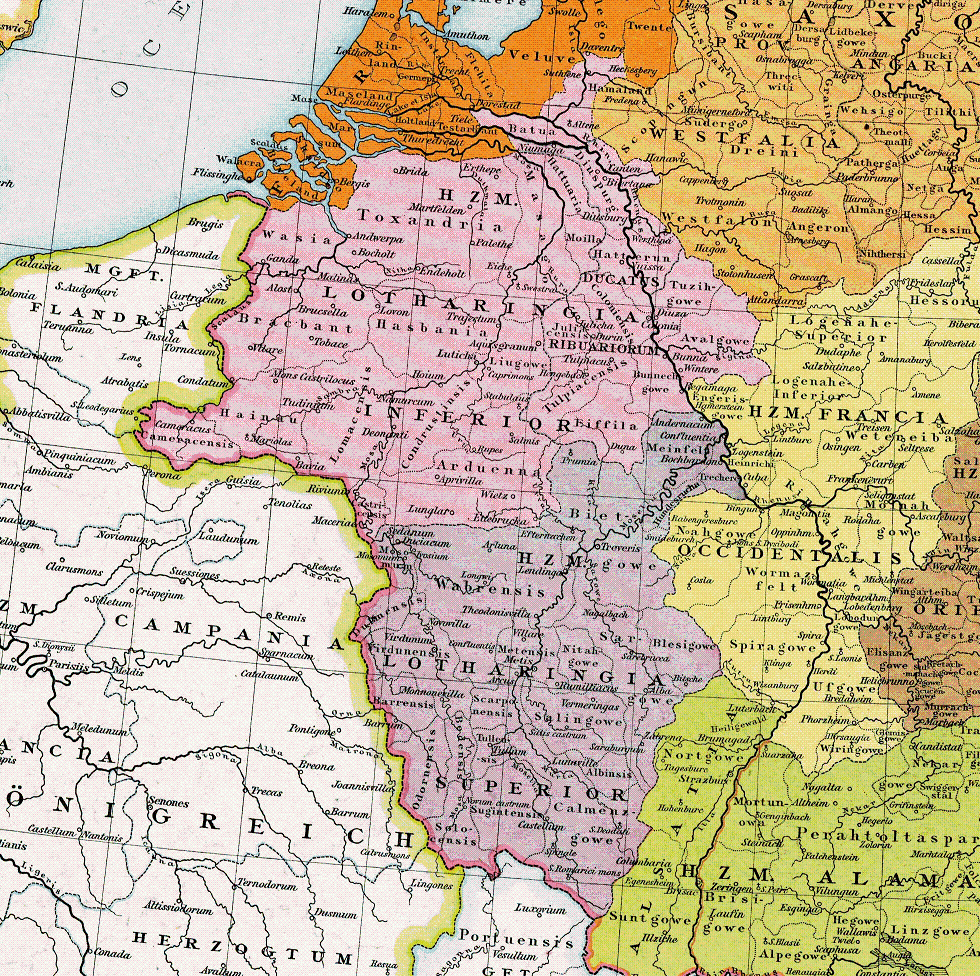
Le duché de Lotharingie en l'an 1000.

### Le duché de Lorraine et les Trois-Évêchés
Avec la perte du titre impérial et le déclin de l'influence carolingienne, le royaume est petit à petit démembré. Des privilèges – perception de l'impôt et pouvoir judiciaire – sont d'abord accordés par Charlemagne à l'évêque de Metz. Puis Louis le Pieux accorde ces privilèges aux évêques de Toul et de Verdun. En 900, Zwentibold, fils illégitime de Arnulf de Carinthie et roi de Lotharingie est tué près de Susteren par deux comtes lotharingiens. En 911, la Lotharingie passe sous le contrôle du roi de Francie occidentale Charles le Simple.
En 925, la Lotharingie devient un duché de l'Empire germanique, après que Henri Ier a réussi à rallier l'aristocratie lotharingienne à sa cause et obtenu la neutralité de Charles le Simple. Le duché est à son tour divisé en 959 : la Haute-Lotharingie, qui devient le duché de Lorraine, se sépare de la Basse-Lotharingie qui suit les limites de la province ecclésiastique de Trèves.
Si l'empereur Henri Ier n'arrive pas à imposer à Metz, le souabe Bennon, mutilé dans sa cathédrale, son successeur Othon Ier arrive à mettre en place des évêques germaniques à Toul et Verdun. La principauté épiscopale de Metz s'étend alors sur le Saulnois, la Sarre supérieure et l'Alsace avec des domaines à Neuviller-sur-Moselle et Marmoutier. Le souvenir de l'ancienne Lotharingie se perpétue dans les écoles de Verdun et de Metz, comme à Liège et à Cambrai.
Jusqu'en 1048, le duché n'a pas de réelle capitale, même si on attribue traditionnellement ce rang à Metz. Les ducs étant d'abord originaires du comté de Bar, puis de celui de Verdun et enfin celui de Metz. En 1048, le fils d'un comte de Metz, Gérard Ier de Lorraine, se voit attribuer le duché de Lorraine et s'installe à Nancy, qu'il fonde ex nihilo vers 1069, du fait de l'émancipation des autres grandes villes du duché, comme Metz et Toul. À cette époque, les évêques contribuent au morcellement du duché par l'érection en temporels épiscopaux de leurs évêchés respectifs à Metz, Toul et Verdun, acquérant eux-mêmes ainsi le rang de comte et de prince d'Empire. Malgré les spoliations de l'évêché de Strasbourg dans la région de Saverne, l'évêché de Metz est le plus étendu, possédant des terres dans le Saulnois, ainsi que dans les Vosges, notamment Épinal. L'évêque de Toul, Bruno de Dabo, élu pape en 1049, emmène avec lui à Rome des clercs lorrains, tel le moine Humbert de Moyenmoutier.
Autour de 1070, le comté de Bar englobe de son côté des terres allant de Pont-à-Mousson jusqu'à l'est de Bar-le-Duc – le siège du comté – sur la rive gauche de la Meuse. Cette portion du comté, la rive gauche de la Meuse, correspond au futur Barrois mouvant. C'est dans ces terres, que l'influence française se fait sentir peu à peu et c'est à cette époque, qu'apparaît pour la première fois le nom de Lorraine en français. Dans l'art roman, les influences rhénanes laissent bientôt place aux influences française et bourguignonne. Entre Lorrains de langue romane et Lorrains de langue germanique, des différences se font sentir. Au XIIe siècle, cette tendance s'accentue. Ainsi, en 1147, les croisés lorrains rejoignent les contingents français, plutôt que leurs homologues germains. En 1155, au Justemont, il faut séparer les moines des deux langues, qui ne se comprennent plus.
Au cours du XIIe siècle, sous l'impulsion de Bernard de Clairvaux, dix-huit abbayes cisterciennes, filles de l' Abbaye de Morimond pour la plupart, sont fondées. L'ordre des chanoines réguliers de Prémontré installe aussi des moines à Metz, Justemont et Riéval. L'Ordre du Temple et l'Ordre Teutonique fondent également des établissements hospitaliers, à Metz, Toul, Verdun et dans de nombreux villages lorrains. De nouvelles terres sont défrichées, des étangs sont aménagés pour la pisciculture, des clairières sont créées dans les forêts lorraines pour l'exploitation du bois.
À cette époque, la Lorraine commence réellement à pâtir de son morcellement. La conclusion de la Querelle des Investitures a durablement affaibli les évêques lorrains face aux citains et aux grands seigneurs laïcs, sans permettre toutefois aux princes de s'installer dans les cités. Cette instabilité politique profite souvent aux citains des villes. Ainsi, l'empereur Henri VI du Saint-Empire doit intervenir à Toul, une première fois en 1192 pour protéger le chapitre, puis de nouveau en 1203, pour neutraliser une nouvelle insurrection bourgeoise, sur fond de crise économique. L'évêque Albert de Hirgis y trouve tout de même la mort.
Au XIIIe siècle, la lutte entre Guelfes et gibelins gagne la Lorraine. Le duc Thiébaud Ier de Lorraine prend le parti des Guelfes, tandis que Thiébaut Ier de Bar épouse, après un revirement, celui des Gibelins. Ainsi, à Bouvines, le comte de Bar est aux côtés de Philippe Auguste, alors que le duc Thiébaud Ier de Lorraine est aux côtés de l'empereur Otton IV et de Jean sans Terre. Localement, le comté de Bar s'étend au détriment de l'évêché de Verdun, notamment dans l'Argonne. Son rival, le duché de lorraine, s'étend vers les pays de la Sarre, souvent au détriment de l'évêché de Metz. Ainsi, entre 1231 et 1234, la guerre des Amis oppose l'évêque Jean Ier d’Apremont aux habitants de Metz, alliés pour la circonstance au duc Mathieu II de Lorraine et au comte Henri II de Bar. Metz chasse finalement son évêque et réaffirme son pouvoir de république marchande. Metz est à cette époque l'égale de certaines villes commerçantes de Flandre ou d'Italie. Les marchands messins prennent la place des marchands Verdunois sur les marchés du Rhin et du Danube. Ils concurrencent les marchands toulois pour le commerce du vin, exportant du vin, mais aussi des céréales et des bestiaux vers la Rhénanie, les Pays-Bas et l'Italie.
Au XIVe siècle, en 1301, le comte de Bar est contraint de se reconnaître vassal du roi de France pour ses terres situées à l'ouest de la Meuse : le Barrois mouvant. Face à la concurrence de la Bourgogne, de l'Alsace, de la Rhénanie, le commerce décline en Lorraine. Le commerce international, tenu maintenant par des marchands lombards d'Asti ou de Milan, profite plus aux banquiers qu'aux citains. Des disettes sont à l'origine de mouvements sociaux dans les trois anciennes cités lorraines en 1315, 1326, 1329 et 1334. D'autres places commerciales apparaissent, comme Thionville, Sarrebourg, Nancy, et Saint-Nicolas-de-Port.
Sur le plan politique, l'anarchie règne toujours en Lorraine. L’âpreté avec laquelle les seigneurs de la région se battent devient d'ailleurs proverbiale à cette époque. En 1324, Metz est de nouveau la cible de ses voisins. À la suite de dettes contractées auprès des bourgeois de la cité, Jean Ier, comte de Luxembourg et roi de Bohême, l’archevêque de Trèves Baudouin de Luxembourg, le comte Édouard Ier de Bar et le duc Ferry IV de Lorraine forment une coalition pour s’emparer de la ville. La guerre des quatre seigneurs se termine en 1326 par la « Paix des harengs », sans véritables vainqueurs. Vers 1337-1342, les comtes de Bar et de Luxembourg se disputent la garde de Verdun. Le conflit se termine par la signature de la « Commune Trêve » en 1343, avant qu'elle ne soit rompue par le comte Waleran de Deux-Ponts. Le roi de France Jean II le Bon et l'empereur Charles IV devront de nouveau intervenir pour rétablir la paix en 1453.

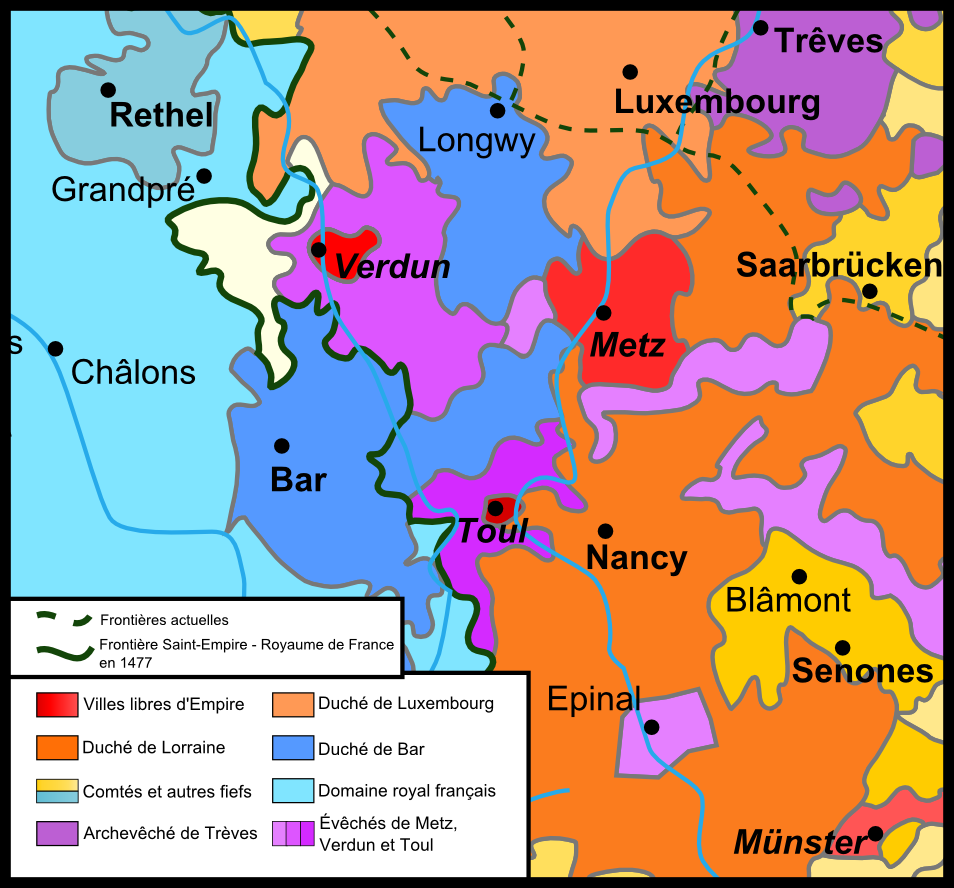
La Lorraine morcelée du XVe siècle.

Au XVe siècle, les conflits reprennent avec le duché de Lorraine. En 1428, la ville de Metz attise de nouveau les convoitises des grands seigneurs de la région. La Guerre de la hottée de pommes oppose la cité messine aux troupes de Charles II de Lorraine, René Ier d’Anjou et Bernard Ier de Bade. Le pays messin fut bientôt épuisé et les Lorrains fatigués, ce qui permit d’aboutir à une trêve, suivie de la paix.
Le duché de Lorraine lui-même doit faire face aux ambitions territoriales du duché de Bourgogne. Pour le duc de Bourgogne, la Lorraine brise la continuité territoriale entre ses terres de Bourgogne ou Franche-Comté et les Pays-Bas bourguignons. La bataille de Bulgnéville en 1431 oppose les troupes franco-lorraines de René Ier de Naples aux Anglo-Bourguignons de Philippe III le Bon pour la succession du trône du duché de Lorraine.
En 1444, le duc consort de Lorraine René d'Anjou demande de l'aide à son beau-frère Charles VII afin de conquérir la cité messine. Souhaitant d'une part, contrer l'expansionnisme du duc de Bourgogne Philippe le Bon aux marges du Saint-Empire, et d'autre part se débarrasser des troupes d'Écorcheurs qui pillent son propre royaume, le roi de France saisit cette occasion. Le siège de Metz se termine sur un statu quo. Les bourgeois messins achètent le départ des troupes françaises et lorraines en payant 200 000 écus au roi Charles VII et en annulant les importantes dettes du duc René. Un nouveau traité de paix est signé en mars 1445 au profit de René d'Anjou. Il célèbre alors par un fastueux pas d'armes à Nancy, le double mariage de ses filles Marguerite, par procuration, au roi d'Angleterre Henri VI, et Yolande à Ferry II de Vaudémont ; et le 1er juillet de la même année, René Ier délègue le gouvernement de la Lorraine à son fils Jean II, futur duc de Lorraine.
En 1464 Jean II de Lorraine s'engage avec Charles le Téméraire dans la ligue du Bien public contre le roi Louis XI de France. En 1466, Épinal passe sous le contrôle du duc de Lorraine. En 1473, désireux d'unifier ses terres, le duc de Bourgogne songe à marier sa fille unique et héritière Marie au duc Nicolas Ier de Lorraine. Le jeune souverain meurt subitement et Louis XI de France est soupçonné de l'avoir fait empoisonner.
En 1475, René II de Lorraine dénonce l'alliance bourguignonne pour se placer sous la protection du roi de France. Charles le Téméraire, voulant recréer la Lotharingie à son profit, conquiert une partie de la Lorraine. Il occupe alors Nancy avec ses troupes bourguignonnes, renouvelle la garde luxembourgeoise de Verdun et s'assure la neutralité des Messins et des Toulois. De son côté, René II de Lorraine s'allie avec les cantons suisses et les villes alsaciennes, également menacées par les visées du duc de Bourgogne. En 1477, la population chasse les bourguignons hors des murs de la ville, qui est aussitôt assiégée par le duc de Bourgogne. Le 5 janvier 1477, Charles le Téméraire est tué à la bataille de Nancy, alors que ses troupes refluent en désordre vers le Luxembourg. La Lorraine recouvre alors son indépendance. René II, déjà duc de Lorraine, hérite en 1480 du duché de Bar : les deux États resteront distincts, mais on parle désormais des deux duchés ou des duchés pour désigner les territoires lorrain et barrois sous l'autorité des ducs. Lorraine et Bar connaîtront dès lors le même destin, jusqu'à la réunion à la France.

## L'époque moderne

### Entre Renaissance et guerres de religion

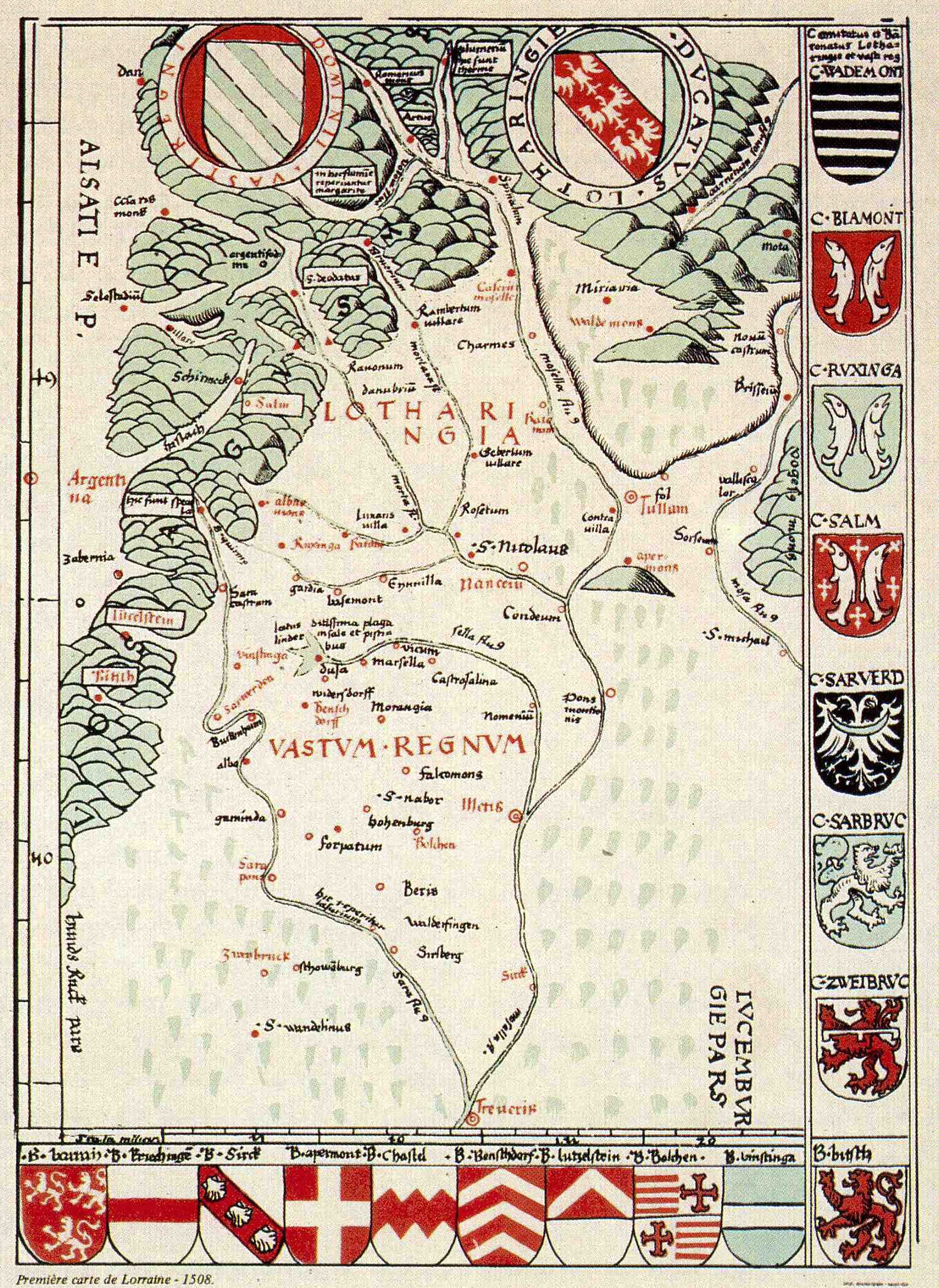
Première carte connue de la Lorraine, (Martin Waldseemüller, vers 1508)
Le Nord est en bas.

L'union des duchés assure aux princes lorrains une certaine indépendance au sein de l'empire et face au royaume de France, et favorise une certaine prospérité économique tout au long du XVIe siècle. Après la diète d’Augsbourg de 1500 les diverses entités politiques de Lorraine sont membres du Cercle du Haut-Rhin du Saint-Empire romain germanique.
La région n'est pourtant pas épargnée par le double fléau de la famine et de la peste.
D'après l'historien Auguste Digot, des pluies torrentielles détruisent les semailles en l'an 1500, d'où la disette suivie d'épidémies très meurtrières. Le Discours des choses advenues en Lorraine, imprimé à Épinal en 1617, en parle en ces termes :

« La famine aussi survint par tout le pais, si estrange que le bichet de bled qui s'étoit donné quelques années auparavant pour moins de trois sols se vendit alors cinquante, comme ainsi la queue de vin qui ne s'estoit vendus que 18 gros, s'acheta 10 francs et plus. Cherté non ouïe auparavant et qui fut suivie l'année d'après d'une si grande pestidence, (car l'une est comme le levain de l'autre), qu'elle emporta presque le tiers des gens du pais, et qui fut tellement esclaircy et denuez d'hômes, que le commerce et le labourage en demeurèrent arrestez bien longtemps. Toutefois le duc René remédia le plutôt qu'il peu à ce défaut par un allégement et diminution des charges et aydes ordinaires que le peuple supportait auparavant. »

En effet, le compte de 1507, pour la prévôté de Châtenois, parle de la réduction accordée « à cause de la peste qui y avait régné ». La Lorraine est encore décimée par le fléau en 1522 et les années suivantes.
Le duc Antoine « le Bon » s'efforce toujours de maintenir la paix avec les pays voisins et d'accroître la prospérité de son peuple. Mais attaché au catholicisme, il ne peut tolérer la conversion de ses sujets. La réforme protestante touche de plus en plus de villages en Lorraine, à Dieuze et dans le bailliage d’Allemagne, la partie germanophone de son duché, mais aussi à Saint-Nicolas-de-Port, Saint-Mihiel et Bar-le-Duc. Il lève une armée pour écraser dans le sang la révolte des paysans : environ 20 000 protestants meurent à Lupstein, Saverne et Neuwiller-lès-Saverne, puis 4 000 à Scherwiller. Des protestants, comme Augustin le Marlorat, Wolfgang Meuslin, Jean Chastelain ou Ligier Richier doivent s'exiler pour vivre leur foi, faisant de la Lorraine, selon les protestants, un pays « où dieu a le moins répandu ses faveurs spirituelles ».
Si l'activité religieuse est intense, la vie intellectuelle ne l'est pas moins. Ainsi le dramaturge Pierre Gringore séjourne en Lorraine, l'humaniste Pierre de Blarru séjourne à Nancy, Jean Pèlerin séjourne à Toul, Richard de Wassebourg séjourne à Verdun, l'alchimiste Cornelius Agrippa et l'écrivain François Rabelais séjournent à Metz, ville natale du chroniqueur Philippe de Vigneulles et de l'humaniste Claudius Cantiuncula. La première carte du Nouveau Monde est conçue par Martin Waldseemuller au Gymnasium Vosagense, un cénacle d'humanistes, attirés en 1507 par Gautier Lud, maître général des mines de Lorraine et conseiller du duc de Lorraine René II.
Au cours du siècle, les ducs organisent progressivement leur monopole sur les salines lorraines concentrées dans le Saulnois et à Rosières-aux-Salines, au détriment des évêques, mais ils y rencontrent la concurrence grandissante des rois de France. Le sel est pour la France, avec la route d'Allemagne et le pré carré qui protége le royaume, l'un de ses enjeux avec la Lorraine au XVIIe siècle. La réforme catholique produit ses premiers effets après le Concile de Trente. Le Collège de Verdun est fondé en 1570 par Nicolas Psaume, évêque de Verdun, et installé dans les bâtiments de l'hôpital Saint-Nicolas-de-la-Gravière. L'Université de Pont-à-Mousson est fondée par le Duc de Lorraine en 1572. L'institution jésuite d’enseignement secondaire supérieur et universitaire reçoit en 1575 sa charte de fondation de Grégoire XIII. Assise sur les diocèses de Metz et de Toul, la ville de Pont-à-Mousson, qui dépend du Duché de Bar, a l'avantage de se situer à égale distance de la capitale lorraine et des villes épiscopales de Toul, Verdun et Metz.
Le 10 janvier 1541, Charles Quint est reçu en grande pompe à Metz, tandis qu'un an plus tard, Antoine de Lorraine obtient que le duché de Lorraine soit reconnu « État libre et non incorporable » (par le Saint-Empire) par le traité de Nuremberg en 1542. Mais la rivalité entre l'empereur catholique Charles Quint et les princes luthériens du Saint-Empire joue en faveur du roi de France. Ainsi, Henri II peut s'emparer des Trois-Évêchés au cours de son voyage d'Allemagne, ou  voyage d'Austrasie. Les villes de Toul, puis Metz et Verdun se rendent sans opposer de résistance, malgré la discorde entre les messins et les magistrats de leur ville, ces derniers ayant décidé d'eux-mêmes de la reddition au roi de France. Malgré quatre mois de siège de la cité orchestré par l'Charles Quint, Metz et les Trois-Évêchés passent sous protectorat français et le restent pendant un siècle. Bien que juridiquement toujours intégrées au Saint-Empire romain germanique, les trois villes restent dans les faits aux mains de la couronne de France, et deviennent française de jure en 1648, avec la signature des traités de Westphalie.
Des troupes protestantes allemandes, les reistres ou lansquenets, envahissent la Lorraine par trois fois, entre 1562 et 1577, tantôt seuls, tantôt avec les calvinistes français. La garnison qu'ils établissent au château de Vicherey, pille et rançonne les alentours, jusqu'au jour où elle en est chassée par le duc Charles III.
La peste reparaît en Lorraine en 1585. La prévôté de Châtenois est particulièrement éprouvée, comme l'attestent les comptes de 1586, de 1593 et de 1596. En dix ans, Châtenois est réduit de 900 habitants à 350 et Houécourt en perd 100 sur 280. Viocourt, Balleville, Rainville, Gironcourt, Dommartin, le ban de Biécourt sont atteints dans les mêmes proportions. Il ne reste à Auzainvilliers qu'un seul foyer. La mairie[réf. nécessaire] de La Rivière est anéantie alors qu'en 1560 elle comptait quarante foyers disséminés sur les bords du Vair et de la Vraine, à Viocourt, Balleville, Saint Paul, Dommartin et Removille, et qu'elle avait déjà beaucoup souffert des ravages des Reîtres. « Les maisons sont presque toutes désertes », disait le receveur de Châtenois à la Chambre des Comptes, « il n'y reste que treize foyers », en demandant de ne les soumettre qu'à une très légère redevance. Il ne lui est pas nécessaire après le passage de la peste de renouveler sa demande puisqu'il se borne à constater « qu'il n'y a nul foyer ».
Après Blâmont, Sarrewerden, Châtel-sur-Moselle et Bitche, Charles III parvient à réunir Phalsbourg, Hombourg-Haut et Saint-Avold à son duché. Malgré les ravages de la peste, il laisse ainsi à sa mort les duchés dans un état florissant. Son successeur, son fils Henri II « le Bon », fait le bonheur de son peuple par la sagesse de son administration. Cette ère de prospérité dure peu, car les calamités que sont peste, famine, et guerre s'unissent « pour faire un désert du plus beau pays de l'Europe. »
La peste reparaît la première en 1630, non pas la maladie contagieuse qui avait frappé plusieurs fois et dont on pouvait circonscrire les ravages, mais la terrible peste orientale. Pendant sept ans, elle sévit en Lorraine, et y fait d'innombrables victimes. À la peste vient s'ajouter la famine, causée par les mauvaises récoltes des dernières années depuis 1626.
La guerre de Trente Ans qui éclate peu après, tout en apportant son cortège d'horreurs, ne manque pas d'aggraver la disette et d'activer la maladie. Pour s'être allié à l'Angleterre et à l'Allemagne, et avoir attiré dans ses États le duc d'Orléans, Charles IV provoque la colère de Richelieu, qui d'ailleurs ne cherchait qu'une occasion pour s'emparer de la Lorraine. Les Français l'occupent en 1633 et y causent de grands ravages. Pour se venger d'Henri de Bouzey, qui avait voulu les empêcher de s'approcher de La Mothe, ils détruisent son château et pillent le village et les environs. Les Suédois, leurs alliés, qu'ils appellent en Lorraine, achèvent l'œuvre de dévastation. De leur côté, les Hongrois et les Croates (qui étaient au service de Charles IV) ne manquent pas l'occasion de piller et de rançonner le pays qu'ils ont pour mission de défendre. Enfin, des Lorrains eux-mêmes, poussés par leur extrême misère, prennent le parti de vivre de brigandages et d'augmenter la confusion. Jacques Callot a gravé dans des planches célèbres les Misères de la guerre.
La population se réfugie dans les bois et les loups viennent dans les villages. Le résal de blé, qui se vendait 4 ou 5 F., monte à 56 F. et parfois plus haut. On se nourrit d'herbes, de racines, de fruits sauvages ou on meurt de faim. Des villages entiers sont anéantis, tels Surcelle sur le territoire d'Auzainvilliers ou Montcourt sur celui de Clérey-la-Côte ; la Lorraine perd les trois quarts de sa population.
Malgré ces vicissitudes, la Lorraine reste ouverte au progrès de la science et des arts. La réforme catholique et la formation intellectuelle des élites se poursuivent avec la création de Collèges à Nancy (1616), Metz et Verdun (1622). Le graveur Jacques Callot et les peintres Jacques Bellange, Georges de La Tour  et Claude Deruet illustrent, à leur manière, le dynamisme des arts en Lorraine à cette époque.

### Les occupations françaises
Par le traité de Saint-Germain en 1641, Louis XIII rend la Lorraine à Charles IV, dont les imprudences rallument aussitôt la guerre. La même année, les Français s'emparent une seconde fois du pays, dont la dernière forteresse, La Mothe, ne tombe entre leurs mains qu'en 1645 et devient un symbole de la résistance lorraine.
Cette seconde occupation française est moins éprouvante que la première : la peste a disparu, la famine s'atténue grâce à quelques bonnes récoltes, les pillards sont moins nombreux, la résistance de la Lorraine à l'invasion est affaiblie depuis le démantèlement d'environ deux cents châteaux-forts ordonné par Louis XIII pour affaiblir le pays, et les combats sont plus rares. D'autre part, Mazarin, le ministre de Louis XIV, qui est lui encore dans sa minorité, doit combattre la Fronde dans le royaume, et les armées de Charles IV, commandées par Philippe Emmanuel de Ligniville, ne luttent pas sans succès contre la France. La Lorraine ducale connaît une certaine accalmie, si on la compare à celle des campagnes des Trois-Évêchés mais elle est ne s'est pas encore repeuplée.
En 1648, les traités de Westphalie officialisent l'annexion à la France de l'Évêché de Metz, celui de Toul et celui Verdun, occupés depuis 1552 par Henri II. Les trois évêchés forment alors les Trois-Évêchés, une généralité gouvernée par un intendant installé à Metz. Dès son avènement, Louis XIV confirme les privilèges des bourgeois des trois cités, les regroupant sous le nom de « ses bons et fidèles sujets ».
Les duchés de Lorraine et de Bar connaissent quatre occupations, plus ou moins longues, par les troupes françaises, entre 1633 et 1733. À la suite du traité des Pyrénées, la convention de Vincennes de 1661, rend au duché de Lorraine son indépendance. Charles IV de Lorraine reprend le gouvernement de ses États. S'il recouvre le Barrois, le duc doit raser, à ses frais, les fortifications de Nancy, et livrer Sierck, ainsi qu'une bande territoriale reliant Paris à Metz et Strasbourg. Le duché lorrain en est coupé en deux. En 1670, nouveau conflit avec la France qui s'empare une troisième fois de la Lorraine. C'est en vain que Charles IV lutte pour reconquérir ses États. Il meurt en 1675.
Son neveu Charles V, l'un des meilleurs généraux de son temps, doit résider à la cour de Vienne. Nommé général en chef des armées impériales, il continue la guerre à leur tête, s'illustrant contre les Turcs de l'Empire ottoman, au siège de Vienne   et à celui de Budapest. Il meurt en 1690 sans avoir jamais vécu en Lorraine. I laisse le titre, purement honorifique, de duc de Lorraine, à son fils Léopold.
Le traité de Ryswick, signé en 1697, met fin à la guerre entre l'Empire et la France. Le traité restitue le duché de Lorraine à Léopold Ier de Lorraine. Les Lorrains, dont la longue occupation française n'avait pu refroidir le patriotisme, accueillent leur souverain avec enthousiasme quand il rentre dans ses duchés. Les espérances qu'ils avaient fondées ne sont pas trompées. Désireux avant tout de repeupler ses États, Léopold multiplie ses efforts pour rappeler ceux de ses sujets qui se sont expatriés et pour attirer des étrangers, notamment dans le Pays de Bitche, durement touché par la Guerre de Trente Ans. Partout où se trouvent des terres qui ne sont plus cultivées, on les leur confie moyennant une faible redevance. En même temps des privilèges sont accordés aux Lorrains qui se marient en Lorraine.
Léopold obtient des résultats sur le plan économique, mais rencontre bientôt des difficultés sur le plan politique, avec Louis XIV, son oncle par alliance. Le duché subit, pour la troisième fois, une occupation par les troupes françaises, de novembre 1702 à 1714, heureusement moins destructrice que la seconde. Et par celle-ci, Louis XIV fait par réaction l'unité d'une région longtemps morcelée. Dès 1702, le duc Léopold s'installe à Lunéville, où il fait construire un château sur les plans de Germain Boffrand. Il retrouve sa capitale, Nancy. Il développe l’agriculture, l'industrie et le commerce dans le duché. Les villes, notamment Nancy et Lunéville, sont reconstruites et embellies. Une statistique de 1711 révèle que la population en Lorraine a doublé depuis son retour en 1697. Et , Léopold s'applique pendant toute la durée de son règne à procurer l'abondance et la paix à ce peuple qu'il aime. Voltaire  fait de lui ce bel éloge dans Le siècle de Louis XIV :

« Un des plus petits souverains de l'Europe a été celui qui a fait le plus de bien à son peuple. Léopold trouva la Lorraine désolée et déserte. Il la repeupla et il l'enrichit. Il l'a toujours conservée en paix pendant que le reste de l'Europe a été ravagé par la guerre. Il a procuré à ses peuples l'abondance qu'ils ne connaissaient plus. Je quitterais demain ma souveraineté, disait-il, si je ne pouvais faire du bien. Aussi a-t-il goûté le bonheur d'être aimé, et j'ai vu longtemps après ses sujets verser des larmes en prononçant son nom. »

Symbole de cette prospérité, Nancy compte plus de 20 000 habitants en 1728. Une des causes de cette prospérité est sans contredit l'introduction de la pomme de terre, quoique, comme elle est de qualité médiocre, elle ne sert d'abord qu'à la nourriture des animaux. « Ce fruit, dit une ordonnance de 1715, apporté du fond des Indes, qui semble plutôt destiné à la nourriture des animaux qu'à celle des hommes, est devenu fort commun dans toute la Vôge, surtout dans le temps malheureux qu'on vient d'essuyer. »
Dans les Trois-Évêchés, la situation est moins tendue. Mais les persécutions religieuses et les famines poussent certains à l'exil.
Aussi, dès 1720, des Lorrains émigrent au Nouveau Monde, dans ce qui est alors la Nouvelle-France. Ils fondent des bourgs et des villages qu'ils baptisent « Lorraine », « Moselle » ou « Metz », toponymes que l'on retrouve aujourd'hui en Californie, dans le Kansas, le Missouri ou l'Indiana.

### Le rattachement à la France

Carte des trois principales entités politiques composant la Lorraine en 1756
Duché de Bar (Saint-Empire, français en 1766)
Trois-Évêchés (Royaume de France)
Duché de Lorraine (souverain, français en 1766)

Sous le règne du duc François III qui succède à son père Léopold en 1729, l'économie lorraine continue à prospérer. Cette nouvelle prospérité ne peut qu'exciter davantage les convoitises de la France, et ce que la force des armes n'ont pas pu lui assurer, elle va l'obtenir par des tractations politiques. Les ducs eux-mêmes, Léopold puis François III, recherchent le moyen d'obtenir en échange de leurs Duchés des États moins exposés.
En 1735, alors que le duc François III épouse l'archiduchesse Marie-Thérèse d'Autriche, héritière des Habsbourg, la France refuse de voir la Lorraine et le Barrois, quasi enclavés dans son territoire, passer sous l'autorité directe d'une grande puissance étrangère. L'Autriche et la France établissent une convention en vertu de laquelle le duc François III renoncera à la Lorraine en échange de la Toscane, tandis que la France acceptera la Pragmatique Sanction. Afin de ménager le loyalisme lorrain et pour redonner rang de souverain à son beau-père, Louis XV n'annexe pas immédiatement les duchés à la France mais en fait don, à titre viager, à l'ex-roi de Pologne Stanislas Leszczyński qui devient le dernier souverain de Lorraine en 1737.
Alors que le duc François III est en Toscane depuis son mariage avec l'archiduchesse d'Autriche, et attent d'être bientôt élu empereur du Saint-Empire, les Lorrains éplorés voient la duchesse douairière Élisabeth-Charlotte d'Orléans quitter le château de Lunéville pour la petite principauté de Commercy qui lui est laissée en viager. Elle est bientôt remplacée par Stanislas, le « roi de Pologne » et nouveau duc de Lorraine et de Bar. Ces deux duchés sont en réalité administrés par un chancelier désigné par la France, La Galaizière ; Stanislas est cependant laissé libre de mener une politique sociale et artistique qui le rend célèbre dans toute l'Europe éclairée, et le fait surnommer par ses sujets « le Bienfaisant ». Cependant les lois, impositions, etc. des duchés sont calquées sur celles du royaume de France, et Louis XV y fait lever des subsides, y impose la gabelle, incorpore des milices lorraines dans l'armée française, et nomme les fonctionnaires.
Bientôt les régiments français viennent séjourner en Lorraine et vivent sur le pays. La guerre de Succession d'Autriche enlève à l'agriculture des milliers de Lorrains, dont beaucoup périssent. Les mauvaises récoltes, les réquisitions incessantes, l'obligation de loger les troupes, les nouveaux impôts nourrissent les regrets de la population de ses anciens ducs et l'indépendance perdue.
À partir de 1757, la guerre de Sept Ans cause de nouvelles levées d'hommes et de nouvelles réquisitions. Heureusement, les récoltes sont plus abondantes. À peine cette guerre est-elle terminée, que le roi Stanislas meurt, en 1766. Le chancelier change de titre et devient intendant. Si la noblesse et la magistrature lorraine comptent encore quelques frondeurs, attachés à l'indépendance du duché, celui-ci est bel et bien intégré dans le royaume de France. Le grand-gouvernement de Lorraine-et-Barrois, réunion du duché de Lorraine, du duché de Bar, de la province des Trois-Évêchés, du Luxembourg français, du duché de Carignan et du duché de Bouillon gère alors la nouvelle province.

## La Lorraine de la Révolution française à la guerre de 1870

### La Révolution française
Cela ne fait qu'une vingtaine d'années que la Lorraine fait partie du royaume quand éclate la Révolution française. Elle n'a pas encore trouvé réellement son unité et est peu ancrée dans l'espace français ; de plus, tout oppose les deux grands pôles que sont Metz et Nancy. Parmi les députés lorrains les plus en vue au cours des premières semaines, on trouve l'évêque de Nancy, Anne-Louis-Henri de La Fare, qui prononce le sermon de la messe d'ouverture des États généraux à Versailles le 5 mai, mais c'est l'abbé Grégoire, curé d'Emberménil, qui apparaît rapidement comme l'un des chefs de file des patriotes lorrains et l'un des ténors de la Constituante, bientôt rejoint par Jean-Louis Emmery éphémère président de l'Assemblée Constituante et  Pierre Louis Roederer, qui le 10 août 1792 fera sortir Louis XVI et sa famille du palais des Tuileries, avant l'assaut de celui-ci.
En 1790, la Lorraine donne naissance à quatre départements français : la Meurthe, la Meuse, la Moselle et les Vosges. Au même moment, des députés lorrains réclament la création d'un département de « Lorraine allemande », mais cette proposition est refusée. Le nouveau tracé des départements rattache arbitrairement des territoires lorrains à la Haute-Marne, au Bas-Rhin et aux Ardennes. A contrario, des territoires germaniques, enclavés dans les nouveaux départements, sont peu à peu annexés. La principauté de Salm-Salm, centrée à Senones dans les Vosges est rattachée en mars 1793. Le comté de Créhange, en Moselle, est rattaché progressivement entre 1793 et 1801. Intégré à la Moselle le 14 février 1793, le comté de Sarrewerden est finalement transféré quelques mois plus tard au département du Bas-Rhin pour former le district de Sarre-Union. La petite seigneurie de Lixing est la dernière à rejoindre la France en 1795.
Si la Lorraine est encore peu attachée à la monarchie française, elle semble cependant conserver un certain retrait par rapport aux évènements et ses élus seront principalement des modérés. Le plus célèbre d'entre eux est l'abbé Henri Grégoire. Les seuls évènements notables sont les incidents de Nancy, qui entrainent la mort du jeune lieutenant André Désilles le 17 octobre 1790, et l'arrestation de Louis XVI et sa famille à Varennes-en-Argonne (cf. Fuite de Louis XVI et arrestation à Varennes), les 20 et 21 juin 1791.
Alors que la vente des biens nationaux est accueillie favorablement, le clergé possédant de nombreuses terres dans la région, la constitution civile du clergé est souvent rejetée, surtout dans la partie germanophone (97 % de prêtres réfractaires à Bitche). En 1791, la Moselle est le département qui compte le plus d'émigrés. En 1792, la Lorraine est envahie par la Première Coalition, qui assiège Longwy puis Verdun. Les bataillons de volontaires lorrains se forment dès juillet 1792. Le département des Vosges, qui en forme huit, reçoit alors les félicitations de l'Assemblée législative. Rapidement repoussés à Valmy, les contre-révolutionnaires sont alors assimilés à la domination étrangère.
Malgré ses réserves politiques et religieuses, la Lorraine se rallie alors au régime républicain et ses élus s'impliquent fortement dans les questions militaires. La Terreur restera limitée, les jacobins y seront un peu plus actifs en Meuse et en Moselle, que dans les Vosges et dans la Meurthe. Les tribunaux prononcent soixante-six condamnations à mort en Moselle, mais seulement treize dans la Meurthe et dix dans les Vosges. Dans le département de la Meuse, les condamnations sanctionnent surtout les Verdunois, en particulier les « Vierges de Verdun » qui avaient offert des dragées au roi de Prusse. Le 25 août 1794, pas moins de trente-trois Verdunois sont ainsi exécutés à Paris. Après les excès de la terreur, les modérés reprennent le dessus. Le coup d'État du 18 Brumaire, auquel participent Claude Ambroise Régnier et Antoine Boulay de la Meurthe, ne soulève de protestations qu'à Metz.

### L'Empire
Sous l'Empire la Lorraine connaît une prospérité matérielle entretenue par le commerce avec la Belgique annexée et les transits de troupes vers l'Allemagne. Éprise d'ordre, la région reste dans le calme le plus complet. Le régime semble satisfaire les Lorrains, disciplinés, laborieux et sensibles à la gloire militaire. Les préfets nommés par Bonaparte, à l'exception de celui des Vosges, sont lorrains, à l'exemple du Messin Jean-Victor Colchen en Moselle . De nombreux révolutionnaires se rallient, comme l'ancien sans-culottes de Nancy Thiébault et l'ex-président des Jacobins de Toul, Carez, devenu sous-préfet.
Parmi les Lorrains ayant servi l'Empire, se trouvent naturellement de nombreux militaires, les quatre départements lorrains ayant fourni à l'armée plus de maréchaux et de généraux, qu'aucune autre province. Napoléon surnommera la ville de Phalsbourg, "la pépinière des braves".
De nombreux civils lorrains s'illustrent également sous l'Empire, notamment des préfets, des juristes ou des hauts fonctionnaires, comme Roederer ou François Barbé de Marbois ; celui-ci, après avoir négocié le traité de cession de la Louisiane aux États-Unis (1803), devient ministre du Trésor puis président de la Cour des comptes, une fonction qu'il exercera jusqu'en 1834.
En janvier 1814, Russes, Prussiens, Bavarois et Autrichiens pénètrent en Lorraine, lors de la campagne de France. Metz, submergée par 20 000 blessés et malades de la Grande Armée, subit le blocus ennemi mais, défendue par Durutte, ne cède pas, tandis que Nancy est occupé par les Cosaques. Les Alliés y placent le siègent d'une restauration du gouvernement de la Lorraine et du Barrois. Un an plus tard, après Waterloo, une seconde invasion traverse les départements lorrains : Lunéville est occupée le 26 juin, Nancy le lendemain, mais les autres places, comme Metz, refusent d'ouvrir leurs portes et de se rallier à Louis XVIII. Lors du traité de Paris de 1815, la Moselle perd les territoires de Sarrebruck et Sarrelouis. L'occupation se poursuit jusqu'en 1818.

### De la Restauration au Second Empire
Entre 1801 et 1866, la Lorraine passe de 1 265 000 à 1 600 000 habitants, une croissance de 26 % qui profite surtout à la Moselle et aux Vosges. Cette croissance s'explique par un taux de natalité élevé (surtout dans les régions germanophones, plus fécondes, où il dépasse les 30 pour mille), mais elle est freinée par une forte mortalité infantile : 15 à 20 enfants sur 100 meurent encore avant l'âge de un an. Si les grandes épidémies de l'Ancien Régime, comme la peste au XVIIe siècle, ont disparu, les populations ne sont pas à l'abri d'autres maux, comme la variole et la typhoïde, et surtout le choléra, qui frappe à quatre reprises, en 1832, 1849, 1854 et 1866.
Si l'occupation de 1814–1818 a été durement ressentie et les Bourbons, accusés d'intelligence avec l'étranger, sont difficilement acceptés, la révolution de 1830 se traduit par des manifestations anticléricales à Nancy, qui pousse l'évêque Forbin-Janson à prendre la fuite. Le journal républicain « Patriote » fait écho à Nancy au « Courrier de la Moselle ». L'« Union des départements de l'Est pour la défense de la Patrie » de Nancy est bientôt supplantée par l'  « Association nationale », qui de Metz gagne 40 départements, « comme une nouvelle ligue, dont La Fayette (serait) le duc de Guise ». La monarchie de Juillet est accueillie avec ferveur, mais une ferveur qui ne faisait cependant pas illusion au ministre de l'intérieur. Manifestations et cris hostiles sont fréquents. La Lorraine est alors une région majoritairement rurale, où l'agronome Mathieu de Dombasle développe plusieurs innovations.
La révolution de 1848 et le coup d'État du 2 décembre 1851 sont globalement ignorés par la Lorraine, qui se rallie aux nouvelles institutions sans manifester ni enthousiasme ni hostilité. Lors de l'élection présidentielle de décembre 1848, Louis-Napoléon Bonaparte remporte 285 525 voix dans les départements lorrains, contre 67 065 à Cavaignac. Sous le Second Empire, l'opposition entre la droite catholique et la gauche anticléricale se ravive. A Metz, les anticléricaux se réunissent au "Café Français" qui jouxte la cathédrale et   en profitent pour faire du tintamarre pendant les célébrations.
Les infrastructures de transport se développent avec par exemple la mise en service de la ligne Paris - Strasbourg de 1849 a 1852 ou celle du canal de la Marne au Rhin en 1853. Elles contribuent au déclin du vignoble de Lorraine concurrencé par les vins du Languedoc qu'il devient plus facile d'acheminer. La révolution industrielle atteint la Lorraine avec l'essor des maîtres de forges comme la famille de Wendel et à la veille de la guerre de 1870, elle est devenue la première région productrice de fer, avec 30 % de la production nationale, contre 11 % dix ans plus tôt.
À la veille de la guerre contre la Prusse, la Lorraine est donc en plein essor économique, et rien ne la différencie des autres régions françaises. Favorable à l'unité allemande, les Lorrains s'inquiètent cependant des visées pangermanistes de leur voisin rhénan.

## Le temps des guerres franco-allemandes

### L'annexion de la Moselle (1871)

Départements lorrains avant 1871, figurés par les différentes couleurs. En noir, le tracé des limites actuelles de départements.

Les travaux de fortification autour de Metz sont inachevés lorsque la guerre franco-prussienne de 1870 éclate. La déclaration de guerre est accueillie sans enthousiasme. Dès le début de la guerre, de nombreuses batailles se déroulent sur le sol lorrain : Spicheren, Borny-Colombey, Saint-Privat, La Bourgonce, Rambervillers, Brouvelieures. Les troupes allemandes pénètrent à Nancy le 12 août 1870. Toul se rend le 23 septembre, Épinal le 12 octobre tandis que Bitche ne se rend pas. Le siège de Metz, qui avait commencé le 20 août, s'achève le 27 octobre 1870 par la capitulation de Bazaine, préfigurant la défaite de la France. Les villages proches de la ville sont ravagés par les combats.
À la suite de cette défaite, une indemnité de guerre de 10 millions est réclamée à la Lorraine, qui paye ainsi chèrement la rançon de la France. Le traité de Francfort de 1871 cède en outre une partie de la Lorraine et l'Alsace, à l'Allemagne. Cette partie de la Lorraine était constituée des régions plattophones, de la ville et de la citadelle de Metz, du Saulnois et des villages où s'était déroulée la Bataille de Saint-Privat, c'est-à-dire presque toute la Moselle à l'exception de l'extrême ouest du département (Briey, Longwy) ; s'y ajoutaient la fraction nord-est de la Meurthe (Château-Salins, Sarrebourg) et quelques communes des Vosges (canton de Schirmeck et moitié orientale du canton de Saales). Le reste de la Meurthe et de la Moselle constituent alors résiduellement le département de Meurthe-et-Moselle. L'ensemble des territoires cédés forme l'Alsace-Lorraine, avec Strasbourg pour capitale, sous administration allemande. La Lorraine, coupée en deux, voit ses familles déchirées, tandis que le développement industriel et militaire se poursuit de part et d'autre de cette nouvelle frontière.
Les habitants des territoires annexés ont la possibilité de rester Français, en quittant leur région, pour rejoindre la France. Ces optants, estimées à 50 000 personnes pour l'ensemble de l'Alsace-Lorraine, dont 11 200 Lorrains, s'installent en France et dans ses colonies. Une grande partie d'entre-eux s'installe dans la partie de la Lorraine restée française. Le rapport des populations entre Metz et Nancy s'inverse à cette époque, passant de 2:1 à 1:2. Le rattrapage démographique de Nancy par rapport à Metz, contraint par ses fortifications, avait cependant débuté dès la restauration française et en 1870 les populations des deux villes étaient équivalentes. Cette arrivée de populations, pour la plupart aisées et cultivées, constitue un élément moteur pour le dynamisme de Nancy, participe à la "Revanche" et permet le développement de l'art nouveau, magistralement représenté par l'École de Nancy. Elles contribuent de même à l'essor industriel et notamment textile des vallées vosgiennes.
Durant les premières décennies de l'annexion, les Mosellans envoient des députés protestataires au Reichstag tel l'évêque de Metz Paul Dupont des Loges. Mais on assiste à l’implantation progressive des partis politiques de type allemand, corrélativement à l’émergence d’une politique régionale propre au Reichsland et à ses enjeux. Le courant pangermaniste, nostalgique du Saint-Empire, souhaite même revenir sur le tracé de la frontière franco-allemande de 1871, trop restreint à ses yeux. Du côté français, la IIIe République s'installe, avec ses préoccupations politiques et des Lorrains comme Jules Ferry. L'esprit de revanche attisé par certains, comme Barrès, reste cependant confiné à de petits cercles nationalistes.
À cette époque, les autorités allemandes affirment leur pouvoir en Moselle, en promouvant une architecture germanique, de style wilhelmien. De l'autre côté de la frontière, en Meurthe-et-Moselle, on créé des écoles publiques et la ligne de Longuyon à Pagny-sur-Moselle pour rétablir les liaisons coupées par la nouvelle frontière. On construit surtout des fortifications de part et d'autre de la frontière, selon les théories de Séré de Rivières côté français et de Hans von Biehler côté allemand. Metz devient ainsi le camp retranché le plus formidable de l'Europe. Les forts de Metz et ceux de Thionville, intégrés aux fortifications de la Moselstellung, répondent aux forts de Verdun, Toul, Villey-le-Sec ou Mont-lès-Neufchâteau. Alors que la ville de Nancy reçoit la Division de fer, Metz accueille une garnison permanente de plus de 20 000 soldats. Le décor étant planté, le premier acte de la tragédie pouvait se jouer.

### La Première Guerre mondiale
Le 28 juin 1914, l’archiduc François-Ferdinand d'Autriche est assassiné par un terroriste bosniaque du groupe la main noire. Des officiers serbes étaient compromis dans l’attentat. Le 28 juillet, après un ultimatum, l’Autriche-Hongrie attaque donc la Serbie, alliée de la Russie. L’engrenage des alliances s’enclenche. Le 1er août 1914, après un ultimatum, l’Allemagne déclare la guerre à la Russie, envahit le Luxembourg et la Belgique, pays neutres, avant de déclarer la guerre à la France, le 3 août 1914. Le lendemain, la Grande-Bretagne entre dans le conflit aux côtés de la France et de la Russie. Alliée de l’Autriche-Hongrie, l’Italie déclare qu’elle n’interviendra pas. L'esprit de revanche, que nourrissait la perte de l'Alsace-Lorraine au sein de la population française et de sa classe politique, exalte en France un sentiment profondément germanophobe, propice aux hostilités.
Durant le conflit, la Lorraine est touchée dans sa chair par les combats. Le sol de la région voit alors s’affronter des soldats lorrains, sous des uniformes français ou allemands, selon leur nationalité respective. Car les Mosellans sont naturellement incorporés dans les troupes allemandes et se battent pour l'Empire. Ainsi, entre 1914 et 1918, si 18 000 Alsaciens et Mosellans s'engagent dans l'Armée française ou désertent pour la rejoindre, 380 000 Alsaciens-Lorrains, soit plus de 95 % des conscrits, se battent loyalement pour l'Allemagne jusqu’à la fin de la guerre, parfois jusqu'à l'ultime sacrifice. Leurs tombes sont aujourd'hui entretenues par le Volksbund Deutsche Kriegsgräberfürsorge.
Dès le début de la guerre, plusieurs grandes batailles de la guerre de mouvement se déroulent dans la région : la bataille de Lorraine (1914) puis la bataille de la trouée de Charmes, les batailles du Grand-Couronné, des hauts de Meuse et de Haute Meurthe. Après la stabilisation du front, qui traverse la région du nord-ouest au sud-est, plusieurs affrontements importants se dérouleront dans la région, comme la bataille de La Fontenelle, les combats du Bois-le-Prêtre ou le saillant de Saint-Mihiel. La bataille de Verdun, qui se déroula en 1916 et où l'armée française fera passer 70 % de ses Poilus, fut l'une des plus longues et des plus meurtrières de la guerre. Plusieurs villages, entièrement détruits en Meurthe-et-Moselle et surtout en Meuse, ne seront jamais reconstruits. Cette région dévastée, appelée zone rouge, comporte d'importants mémoriaux, dont le plus fameux est l'ossuaire de Douaumont.
Les Mosellans partagent le sort des populations Allemandes soumises au blocus Anglais (qui génère pénurie et famine et exacerbe les effets de l'épidémie de grippe espagnole) puis à la révolution allemande de 1918. Un Soviet s'installe à Metz mais est rapidement délogé par l'arrivée de l'armée Française.

### L'entre-deux-guerres
Après la Première Guerre mondiale, la France retrouva dès l'armistice les territoires perdus en 1871, état de fait ratifié par le traité de Versailles signé en 1919. Les territoires pris à l'origine à la Meurthe et à la Moselle formèrent un seul département, la Moselle, dans des limites qui sont donc sensiblement différentes de celles du département homonyme avant 1871. La Meurthe-et-Moselle, construction temporaire à l'origine, resta inchangée, laissant un souvenir de l'ancienne frontière. Enfin les communes qui avaient été prises aux Vosges restèrent alsaciennes, rattachées au Bas-Rhin. Après le retour à la France, environ 30 000 habitants - dont l'évêque Willibrord Benzler - sont expulsés de la Moselle par les autorités à cause de leur origine allemande. Le département restera longtemps traumatisé par les déchirures de la guerre et les dommages collatéraux des nationalismes. La francisation parfois brutale des populations restera une blessure intime pour bien des Mosellans.
Sur le plan culturel, les intellectuels lorrains réagiront diversement au rattachement de la Moselle à la France. Certains s’engageront sur la voie d’un nationalisme pro-français, revanchard et cocardier. D’autres, majoritairement mosellans, s’engageront sur la voie antagoniste d’un nationalisme pro-allemand, tout aussi vindicatif et belliqueux. D’autres encore, comme Adrienne Thomas, ou Alfred Pellon, hésiteront entre un pacifisme sincère, mais naïf, et un régionalisme culturel identitaire. Ces mouvements, plus ou moins autonomistes, seront ensuite largement exploités par les nazis. L'autonomisme qui se manifesta de 1919 à 1939 en Lorraine germanophone aurait disparu après 1945.
Sur le plan économique, les ressources minières de la Lorraine sont alors quasiment intactes. D'une part, l'extraction du charbon n'était qu'un appoint pour les Allemands qui possédaient des ressources plus simples d'accès dans le bassin de la Sarre. D'autre part, le plus important gisement de minerai de fer, la minette, n'était exploité que depuis le début du siècle car il contenait un important taux de phosphore, rendant la fonte cassante. Ce n'est qu'en 1878, qu'un procédé capable d'éliminer de cette impureté permit l'exploitation systématique des gisements lorrains.
Sur le plan militaire, la zone frontalière de Lorraine fut un des lieux de déploiement de la ligne Maginot, ligne d'ouvrages fortifiés destinés à prévenir une nouvelle invasion allemande : cette ligne fut en fait contournée en mai 1940 par l'armée allemande, qui fonça à travers le Massif ardennais, une zone réputée infranchissable pour les blindés.

### La Seconde Guerre mondiale

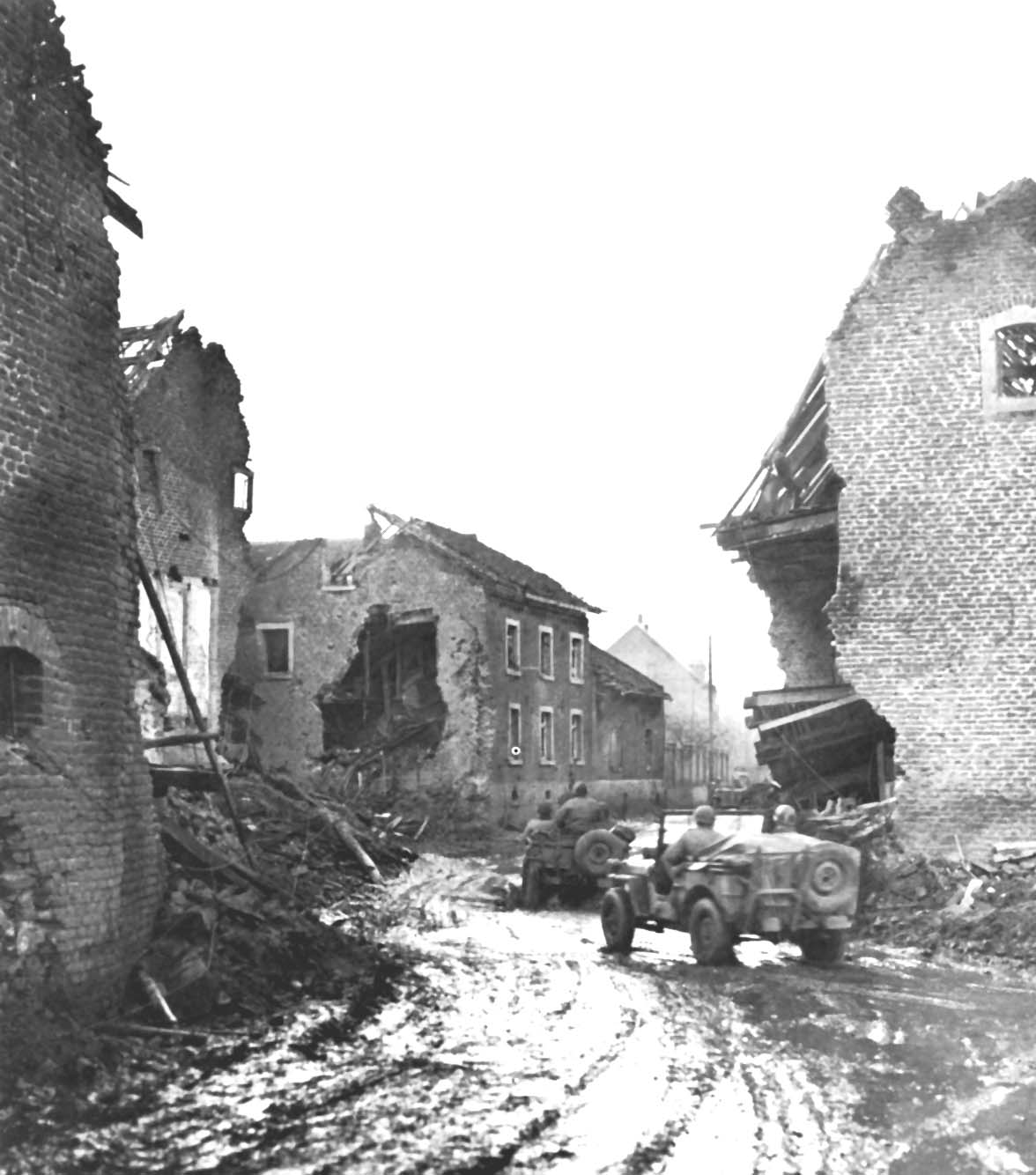
Dieuze à l'automne 1944.

Après l’évacuation forcée de 227 000 lorrains des zones frontalières, en avant et le long de la ligne Maginot, par l'administration française vers le Sud-Ouest, la Lorraine est de nouveau occupée durant la Seconde Guerre mondiale de 1940 à 1945. Les opérations militaires, lancées en septembre 1939 par la France, se poursuivent sur la ligne Maginot jusqu'en juin 1940. Mais l'offensive allemande du 10 mai 1940 met fin à cette « drôle de guerre », et se solde le 22 juin par la défaite des forces armées françaises. Peu après la signature de l'armistice par le gouvernement Pétain, le IIIe Reich annexera de facto le département de la Moselle à l'Allemagne et occupera les trois autres départements.
L'Alsace-Lorraine de 1871 n'étant pas reconstituée, la Moselle, baptisée « CdZ-Gebiet Lothringen », forme, avec la Sarre-Palatinat, le « Gau Westmark ». De 1940 à 1945, ce département fera l'objet d'une intense germanisation et d'une nazification systématique. Le reste du territoire lorrain est occupé par l'armée allemande, et fait partie d'une zone interdite, destinée à devenir une zone de colonisation allemande, la « Franconie occidentale». Le retour des réfugiés de 1939-1940 y est donc prohibé. Environ 84 000 Mosellans francophones sont expulsés par le Gauleiter Bürckel entre juillet et novembre 1940. Après la manifestation du 15 août 1940, l'évêque ainsi que 60% des prêtres Mosellans sont également expulsés. Des « malgré-nous » sont enrôlés de force dans l'armée   régulière  août allemande à partir de 1942. Les jeunes gens et les jeunes filles sont astreints au Reichsarbeitsdienst. D'autorité, les noms de famille et les prénoms, tout comme les noms des villes et des villages, sont germanisés, l'usage du français et le port du béret, interdits.

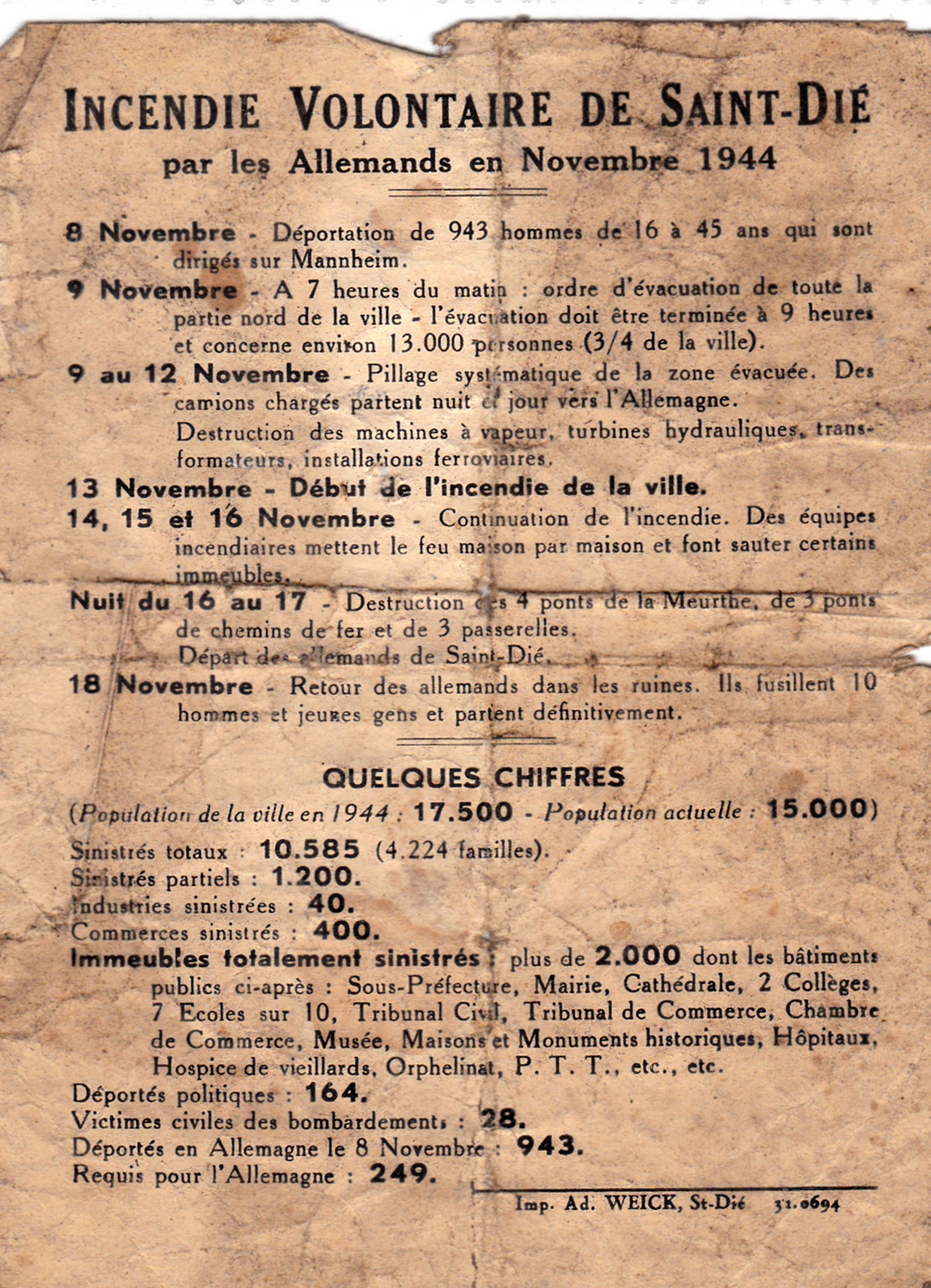
Bilan des destructions nazies à St-Dié, ville sinistrée.

La libération de la Lorraine ouverte par la Bataille de Dompaire piétine toutefois devant l'opiniatreté de la résistance allemande s'appuyant sur les défenses renforcées du Schutzwall West. Les maquis organisés dans le massif vosgien et son piémont sont éliminés par les nazis lors de l'opération Opération Waldfest durant laquelle la population civile est victime de déportation massive tel que ce fut le cas dans la vallée du Rabodeau. Villes et villages notamment dans les vallées de la Haute Meurthe, de la Haute Vologne et du Neuné) sont systématiquement brulés, rasés ou dynamités en application de la stratégie allemande de terre brulée.

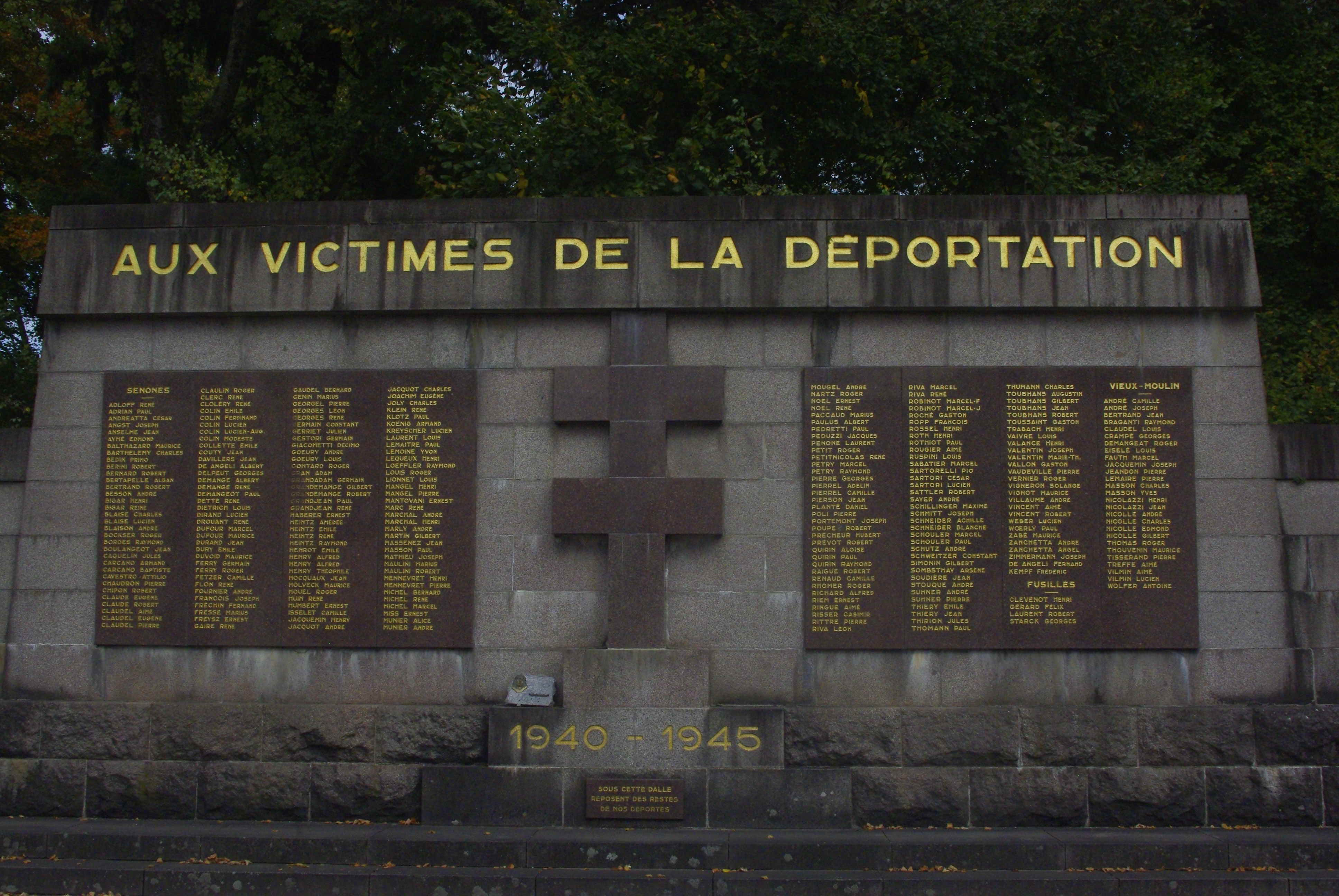
L'imposant monument aux victimes de la déportation de la petite ville vosgienne de Senones.

La plus grande partie de la Lorraine est libérée de septembre à décembre 1944 par la IIIe armée du général Patton au terme d'âpres combats tels que la bataille de Bruyères, les combats pour la libération de Nancy ou la bataille d'Arracourt. Mais durant l'automne 1944, c'est la bataille de Metz qui, pour l'armée américaine, constitue le point d'orgue de la campagne de Lorraine . Déclarée forteresse du Reich par Hitler, Metz doit être défendue jusqu'à la dernière extrémité par les troupes allemandes. De Maizières-lès-Metz à Corny-sur-Moselle, les combats font rage en septembre et octobre 1944. Metz ne tombera qu'en novembre 1944, après des combats acharnés.
Durant le précoce hiver 44 de féroces combats se poursuivent pour la libération des villes et villages des Hautes-Vosges et l'accès à la plaine alsacienne. Il a ainsi fallu attendre mi-janvier 1945 pour que le dernier village lorrain, en l'occurrence celui du Valtin, soit libéré. Le sommet enneigé du Honeck tout proche et dominant l'Alsace centrale n'est quant à lui définitivement libéré qu'en mi-février 1945 par la 1ere armée française.
La bataille des Ardennes, puis l'opération Nordwind au Nord-Est de la Moselle repousseront à mars 1945 la libération complète et définitive du nord-est français. L'opération Undertone menée du 15 au 24 mars 1945, permettra de libérer, après d'intenses bombardements, les secteurs de Forbach et de Bitche. La guerre marquera profondément la Lorraine et sa population. La liste des nécropoles militaires de Lorraine rappelle la dureté des combats entre la France et l'Allemagne durant trois conflits.

## La Lorraine depuis la Seconde Guerre mondiale

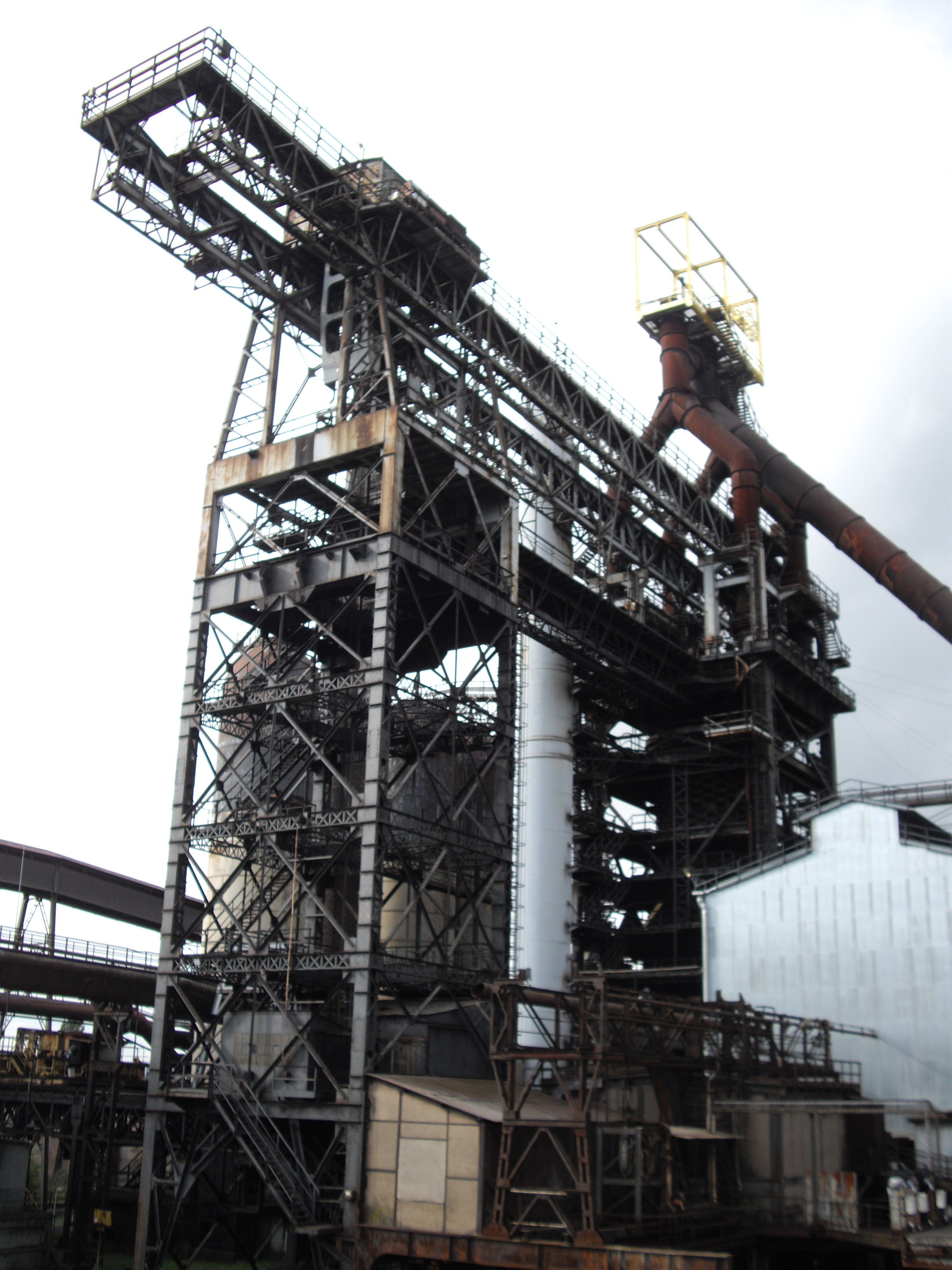
Haut-fourneau à Uckange

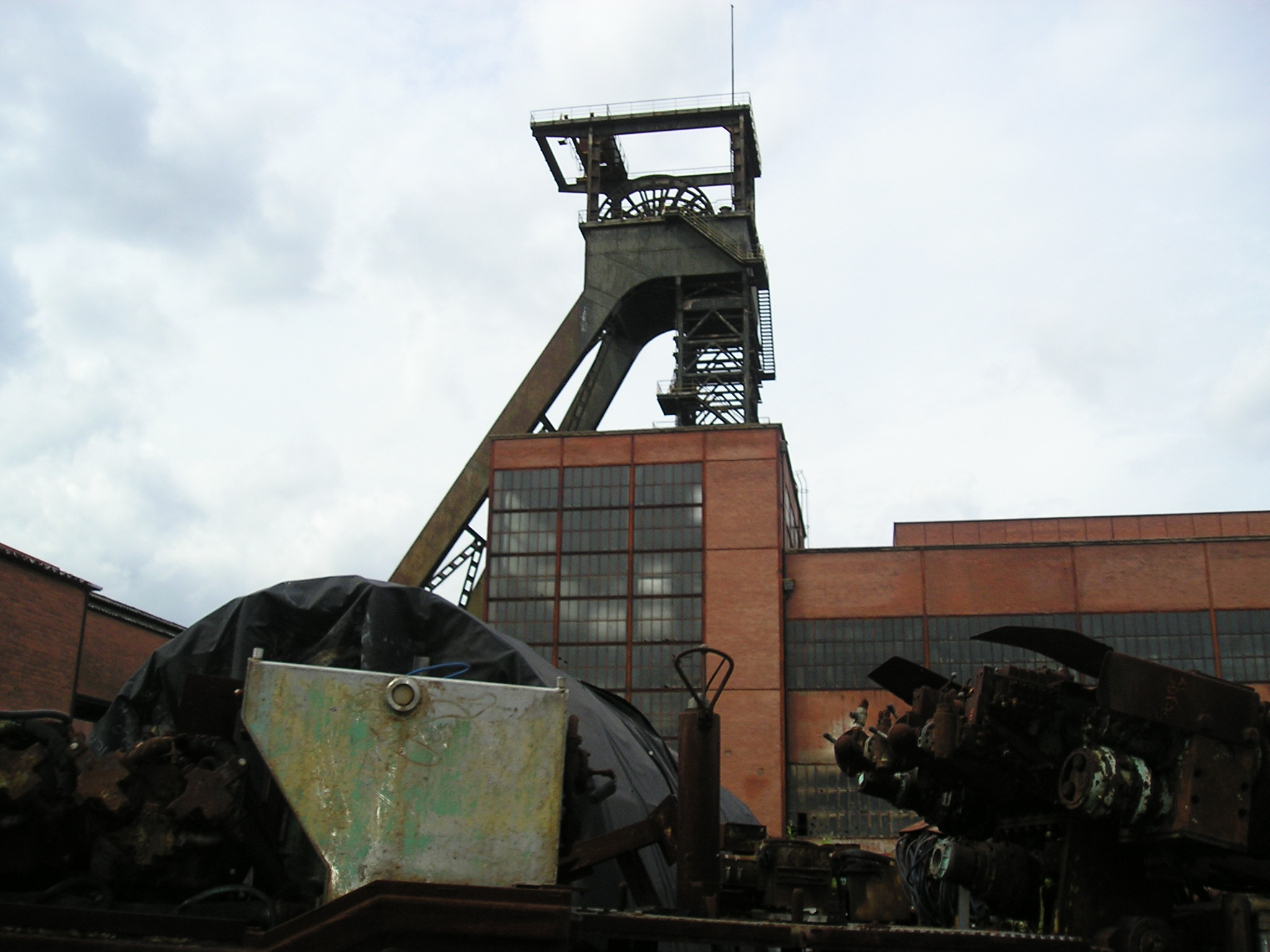
Houillère de Petite-Rosselle

Hormis durant la Seconde Guerre mondiale, la production industrielle ne va pas cesser de croître jusqu'en 1960 où :
- la production de houille dépasse les 15 millions de tonnes, soit 24 % de la production française de charbon. Cette industrie emploie plus de 40 000 mineurs qui, avec 3 tonnes extraites par homme et par jour ont un rendement approximativement deux fois supérieurs à la moyenne française.
- les mines de fer produisent 46 millions de tonnes par an, soit 90 % de la production française et emploient 25 000 mineurs. La France est alors le troisième producteur mondial d'acier.
- la sidérurgie emploie 100 000 personnes dont 70 000 ouvriers et produit 11 millions de tonnes de fonte, 12 millions d'acier et 9 millions de produits finis, soit approximativement 70 % de la production française.
- l'industrie textile représente plus de 25 % de la production française et emploie plus de 60 000 personnes.
- parallèlement, l'agroalimentaire emploie environ 110 000 personnes, le bâtiment 100 000, le bois et le papier 22 000, la chimie 10 000.

Le 26 juin 1961, Paris-Match lance la formule choc, sans doute excessive : « La Lorraine, le Texas français ».
Cette forte demande en main-d'œuvre implique un important flux migratoire, à la fois d'autres régions françaises et de l'étranger, principalement d'Italie et de Pologne. La population s'est accrue de 500 000 habitants en 30 ans. Cela implique une tension considérable sur le marché de l'immobilier. En 1965, on estime qu'il manque encore plusieurs dizaines de milliers de logements et qu'environ 30 % des Lorrains souffrent de surpopulation.
La Lorraine est alors, après l'Île-de-France et le Nord-Pas-de-Calais, le troisième pôle économique de la France.

### Création de la région administrative
Le nord de la région semble alors se développer plus rapidement que le sud et Nancy craint alors de voir la Lorraine basculer dans l’orbite de Sarre et du Luxembourg. On assiste alors à un regain des tensions entre les villes de Metz et Nancy.
C'est en 1956, avec la création des circonscriptions du programme d'action régional, qu'est défini le périmètre de la future région administrative de Lorraine.
Il est décidé de conserver les limites départementales. Si le regroupement des Vosges, de la Meuse et de la Meurthe-et-Moselle s'impose rapidement, les administrations de la Moselle coopèrent de façon équivalente avec Nancy et Strasbourg. Il est finalement décidé de regrouper les quatre départements.
À partir de 1964 la Commission de développement économique régionale (Coder) siège à Metz et le préfet de Moselle devient préfet de région. Sur le plan des aménagements le tracé de l’autoroute française A4 au nord de Metz, ou les projets de l’ORÉAM (Organisations d'études d'aménagement des aires métropolitaines) d’un aéroport à Morhange ou d’un centre de distribution à la frontière allemande provoquent également des tensions. Pour Nancy le traumatisme est important et son maire, Pierre Weber, démissionne en 1969.
On voit progressivement apparaître la tentation de ne plus avoir à choisir entre les deux villes. Dans les années 1960 l’État lance une politique de métropole d'équilibre, le pouvoir politique imposera en Lorraine une conurbation Nancy-Metz-Thionville. L’aéroport Metz-Nancy-Lorraine est construit à peu près à équidistance, tout comme, plus récemment la LGV Est européenne.

### La crise économique
À partir des années 1970, le charbon est progressivement remplacé par le gaz, le pétrole puis l'énergie nucléaire.
Le développement du transport maritime permet à de nouveaux pays d'exporter leur production de fer et de charbon, venant souvent de gisements beaucoup plus rentables que les mines lorraines. La sidérurgie est alors de plus en plus concurrencée par les usines portuaires, puis par les nouvelles installations des pays exportateurs de minerais.
Simultanément, l'industrie textile doit, elle, également affronter la concurrence de nouveaux pays à faibles coûts de main-d'œuvre et la perte des débouchés coloniaux. Dans les vallées, les usines ferment les unes après les autres, comme à Fraize-Plainfaing et Val-et-Châtillon en 1976 et Saint-Nabord l'année suivante (1045 salariés licenciés chez Montefibre). Le coup le plus dur est la disparition de l'empire Boussac (1978), dont les usines sont reprises par le groupe Willot avant d'être fermées ou dispersées. De 56 000 emplois en 1962, le textile vosgien tombe à 6 000 en 1998
On entreprend par ailleurs d'effacer certaines traces encore visibles de l'annexion allemande. En 1972, l'Académie de Nancy-Metz est créée, mettant fin au rattachement de la Moselle à l'Académie de Strasbourg. L'année suivante la cour d'appel de Metz est restaurée.

### La reconversion
Avec le soutien de l'État, la région entame une reconversion avec le développement de l'automobile, de l'agroalimentaire, de la logistique, de la plasturgie…  En 1984 Jacques Chérèque est nommé préfet délégué à la reconversion industrielle de la Lorraine.
Si certaines initiatives, comme l'implantation d'une filière dédiée à l'électronique échouent, la Lorraine retrouve un taux de chômage dans la moyenne nationale.
Ce redressement est également dû en grande partie au développement de l'emploi transfrontalier. Les coopérations internationales se développent avec la création de la grande région Saar-Lor-Lux ou du QuattroPole Luxembourg, Metz, Sarrebruck, Trèves.

### La réforme territoriale de 2015
Avec la réforme territoriale de 2015, la région Lorraine, à l'instar de l'Alsace et de la Champagne-Ardenne, est fusionnée dans la nouvelle région Grand Est.